# Mittelpommersch
Das Mittelpommersche ist ein ostniederdeutscher Dialekt, dessen geographische Verbreitung zwischen dem nordwestlich benachbarten Mecklenburgisch-Vorpommerschen und dem vormals östlich benachbarten Ostpommerschen liegt. Es unterscheidet sich von beiden u. a. durch das Ausbleiben der Diphthongierung mittelniederdeutscher Langvokale, daher mp. Kooken, he statt mvp. Kauken „Kuchen“, hei „er“. Darin stimmt es mit dem südlich benachbarten Nordmärkischen überein und gehört daher dialektgeografisch zum Märkischen.

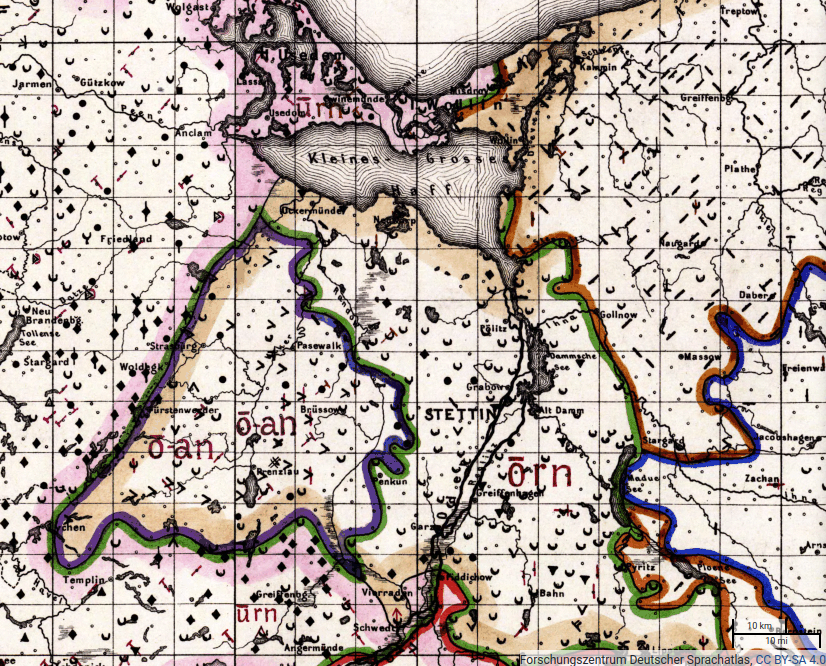
Grenzen des Mittelpommerschen anhand der Wenkerkarte „Ohren“ (um 1880). Vorpommersch, Mecklenburgisch und nördliches Nordmärkisch haben Uhren (rosa umrandet), Ostpommersch hat Ohre (rot umrandet) bzw. Ohra (blau umrandet) Mittelpommersch hat Ohrn’ /o:rņ/ bzw. Ohrn /o:ɐn/.

Westlich des Mittelpommerschen befindet sich ein Übergangsbereich zum Vorpommerschen (Strelitzisch, nordöstlich, östlich und südlich von Neubrandenburg), der dadurch charakterisiert ist, dass er (wie das Mittelpommersche) die Langvokale ê und ô nicht diphthongiert, aber (wie das Vorpommersche und Teile des Märkischen) ê und ô vor r zu ie und uh hebt (Kooken „Kuchen“, he „er“, aber ierst „erst“, Uhr „Ohr“).

## Abkürzungen in diesem Artikel
- * = rekonstruiert
- afrz. = altfranzösisch
- ahd. = althochdeutsch
- aksl. = altkirchenslawisch
- and. = altniederdeutsch
- bln. = berlinisch
- frz. = französisch
- hd. = hochdeutsch
- lat. = lateinisch
- mlat. = mittellateinisch
- mmk. = mittelmärkisch
- mnd. = mittelniederdeutsch
- mpomm., mp. = mittelpommersch
- mvp. = mecklenburgisch-vorpommersch
- nd. = niederdeutsch
- nhd. = neuhochdeutsch
- nmk. = nordmärkisch
- vp. = vorpommersch

## Beschreibung
Die Bezeichnung „mittelpommersch“ bezeichnete nach Pfaff (1898, S. 1), mit Bezug auf das Brockhaus Conversations-Lexicon, 5. Auflage 1819-1822 / 1826, S. 27ff.) ursprünglich „den dialect, der in der Stettiner Gegend, d. h. in den kreisen Randow und dem westlichen teile des kreises Greifenhagen (Regierungsbezirk Stettin) gesprochen wird“. Diese rein geographische Definition wurde in der Folgezeit durch eine Definition nach linguistischen Merkmalen ersetzt, aus denen sich eine über dieses Kerngebiet hinausgehende Verbreitung ergibt.

### Definierende Merkmale
Merkmale, die das Mittelpommersche von anderen märkischen Dialekten unterscheidet (jedoch mit der Uckermark teilt), beinhalten
- Velarisierung des mnd. Hiats (buggen /bugŋ̩~buŋŋ̩/ „bauen“, Fruggen „Frauen“, dröch „trocken“, teggen [neben tein] „zehn“, schniggen „schneien“). Im Märkischen dagegen eher Vokalisierung, Assimilation oder Diphthongierung des Hiats (mmk. draie „trocken“[3], nmk. buun „bauen“, schnien „schneien“ [Wenkersätze Fahrenwalde]). Das Mittelpommersche entspricht hierin dem Ostfälischen.
- Ausbleiben der Palatalisierung in dat „das“, anner „andere“, Ganter „Ganter“ gegenüber nmk. det, änner, Genter.[3]

In seinen spezifischen Merkmalen entspricht es ansonsten dem Nordmärkischen:
- typische Leitworte oftmals niederländischer Herkunft, z. B. leech, leeg „niedrig“, Molle „kleiner Trog“ (bln. „Glas Bier“), Kossät „Bauer“, Kumm „Gefäß“, Spind „Schrank“, Tiene „Holzgefäß, Waschfaß“,[4] Padde „Frosch“, Bäsinge „Heidelbeere“, böömig „stumpf (von Zähnen)“, Pütten „Ziehbrunnen“, Pieråtz „Regenwurm“, Mier „Ameise“.[5] Wichtiges sprachliches Abgrenzungsmerkmal gegenüber dem westlich benachbarten Mecklenburgisch-Vorpommerschen und dem (historisch) östlich benachbarten Ostpommerschen.
- Ausbleiben der Diphthongierung von mnd. ô und ê (nmk. leef, mvp. leif „lieb“[6]; nmk. Book, mvp. Bauk „Buch“[7]; nmk. sööt „süß“, mvp. säut[6]). Wichtiges sprachliches Abgrenzungsmerkmal gegenüber dem westlich benachbarten Mecklenburgisch-Vorpommerschen und dem (historisch) östlich benachbarten Ostpommerschen.
- kein Schwund des auslautenden -n (nåhmen „genommen“) in Abgrenzung vom Ostpommerschen (naume).[5]
- Bewahrung von mittelniederdeutsch -nd- als -nn-, z. B. in hinnen „hinten“.[6]
- Partizip Präteritum wird (wie im nmk. und vp.) nicht durch ein Präfix markiert (mp. loopen).[4]
- Artikulation des langen mnd. â als /ɔː/ (langes, dumpfes o), z. B. in måken „machen“.[6]
- Verlust des auslautenden -e (mpomm.nmk. Jäns, Gäns „Gänse“, mmk. Jänse, op. Gööse; dien Schwester, op. diene Schwester).[6][5]
- Die für das Mecklenburg-Vorpommersche (z. T. aber auch im Märkischen verbreitete) charakteristische Hebung von langem e und o vor r unterbleibt, daher mp. Peerd und Ohr statt mvp. Pier(d) „Pferd“ und Uhr „Ohr“.
- Ersetzung des Dativs durch den Akkusativ (wie im Märkischen), up dat Feld „auf dem Felde“, op. dem.[5]

Als typisch gilt u. a. eine weitreichende Reduktion unbetonter (auch ursprünglich langer) Vokale, daher treten Pronomina oftmals klitisch auf, daher ’k heff’t „ich habe es“, wull’f „wollten wir“, ’t blifft „es bleibt“, ka’k „kann ich“, oder hemm’ch „habt ihr“. Das ist allerdings nicht auf Pronomen beschränkt, sondern tritt auch bei Komposita auf, z. B. Hantschen /hɑntʃn̩/ „Handschuhe“ (< *hant-schô-(e)n), Schosten /ʃɔstn̩/ „Schornstein“ (< *-steen), barft /bɑ:ft/ „barfuß“ (< *bar-fôt), Käsper /kɜspɐ/ „Kirsche“ (< *kerse-bêre). Bei klitischen Pronomina oder intransparenten Komposita werden assimilierte Vokale meist nicht geschrieben, bei morphologisch transparenten Fügungen meist als e (e.g., -en für /-n̩/, -el für /-ɭ̩/, -(gg)en für /-(ŋ)ŋ̩/, -(k)en für /-(k)ŋ̩/). Gelegentlich begegnet auch eine Schreibung mit Apostroph. Häufiger wird diese für -ben- genutzt, das zu /m/ oder /m̩/ assimiliert und dementsprechend als -m-, -mm’ und nur historisierend als -bben geschrieben wird (Åmd „Abend“; hemm’ oder hebben „haben“).
Das Mittelpommersche ist nicht völlig einheitlich. Ein Unterschied zwischen westlichem und östlichen Mittelpommerschen (historische Mundart östlich der Oder) ist die Ersetzung von -ol- durch -ul- vor (mnd.) Dental (west-mp. koll „kalt“, oll „alt“; ost-mp. kull, ull). Das östliche Mittelpommersch ist seit dem Zweiten Weltkrieg ausgestorben, weshalb das westliche Mittelpommersch als Standardvarietät anzusehen ist. Ein Unterschied zwischen südlichem und nördlichem Mittelpommersch ist die Aussprache von anlautendem g- als j- (süd-mp./uckermärkisch Joarn „Garten“, nord-mp. Goarn).

### Sprachwissenschaftliche Klassifikation
Die sprachliche Nähe des Mittelpommerschen zum Märkischen ist allgemeiner Konsens, ebenso wie dass es einen Interferenzraum zwischen Märkisch und Vorpommersch gibt, innerhalb dessen das Mittelpommersche den Maximalpunkt märkischen Einflusses in Vorpommern darstellt. Die sprachwissenschaftliche Klassifikation des Mittelpommerschen in Abgrenzung zum Mecklenburgisch-Vorpommerschen und Nordmärkischen wird jedoch unterschiedlich beurteilt:
- Mittelpommersch als Varietät des Nordmärkischen: Mittelpommersch und Nordmärkisch stehen einander sehr nahe und insbesondere fällt die Nordgrenze Brandenburgs nicht mit sprachlichen Unterschieden zusammen.[11] Eine mögliche Sichtweise ist daher, das Mittelpommersche als Varietät des Nordmärkischen anzusehen (so Mitzka/Schwarz).[12]
- Mittelpommersch als eigenständige Varietät des Märkischen: Die Abgrenzung zwischen Mittelpommersch und Nordmärkisch und die Einordnung des Uckermärkischen werden unterschiedlich beurteilt und die Grenze zwischen ihnen unterschiedlich verortet. Um überhaupt sprachliche Trennungskriterien zu finden, rechnet z. B. Schönfeld (1981, S. 154 f.)[13] das östliche Uckermärkische vollständig zum Mittelpommerschen, so dass seine Südgrenze nördlich von Eberswalde verortet wird und es damit direkt nördlich an das Mittelmärkische anschließt. Die Sprecher der Uckermark empfinden dagegen ihren Dialekt („uckermärkisch“) als weitgehend einheitlich, weshalb eine solche Trennung innerhalb der Uckermark von den Sprechern selbst eher abgelehnt wird.[14]
- Mittelpommersch als Nordostniederdeutsch: In der jüngeren Literatur findet sich auch der Vorschlag, das Mittelpommersche vom Märkischen abzusetzen und gemeinsam mit dem Mecklenburg-Vorpommerschen zu einem „nordostniederdeutschen“ Dialektraum zusammenzufassen (Ehlers 2019, S. 591, sich auf Alfred Lameli 2016 beziehend), der sich vom „brandenburgischen Sondergebiet“ dadurch unterscheidet, dass dieses zunehmend mitteldeutsche Züge angenommen hat.[15] Das definierende Merkmal dieser Sichtweise ist allerdings nicht historisch-linguistisch, sondern eher der Grad des Dialektverfalls, der in Brandenburg stärker fortgeschritten ist als in Vorpommern und der Uckermark.

Entgegen der traditionellen Gliederung des Märkischen nach lautlichen Merkmalen (evtl. auch aufgrund der Schwierigkeit, solche zu benennen) greift Stellmacher (1980, S. 465) zur Abgrenzung von Mittelpommersch und Nordmärkisch auf ein morphologisches Merkmal, die Bildung des Diminutivs auf -ing (mvp. und, nach Stellmacher, nmk.) bzw. -ke (mpomm.) zurück, wodurch die Westgrenze des Mittelpommerschen östlich von Prenzlau verläuft, die Südgrenze sich hingegen bis zur Grenze des Mittelmärkischen ausdehnt. Diese Klassifikation hat sich allerdings nicht durchgesetzt, was durchaus auch daran liegen mag, dass das Mittelpommersche nach Zeugnis der Wenkerbögen Diminutivbildungen eher zu vermeiden scheint (Äpfelchen wird regelmäßig durch „[kleine] Äpfel“ umschrieben), dass die zur Illustration gewählte Isoglosse Madding/Mädke „Regenwurm“ ein Wort beinhaltet, das Mittelpommersch eigentlich nicht vorkommt (stattdessen wird Pieråtz verwendet), daran, dass das nordmärkische Suffix eigentlich nicht -ing wie in Mecklenburg ist, sondern -ink (vgl. dazu Blume 1933), oder daran, dass diese Diminutiv-Grenze nicht trennscharf ist, sondern für unterschiedliche phonologische und semantische Kontexte unterschiedlich verläuft (für nmk.mp. Müürken „Mäuerchen“ existiert keine mvp. Entsprechung *Müüring, stattdessen gilt Müürken bis weit hinein nach Mecklenburg, vgl. Wenkeratlas, WA 490; gleichzeitig sind Mudding „Mutti“ und Öming „Oma“ bis hinein in das Märkische und Mittelpommersche verbreitet).
Sprachwissenschaftlich falsch ist es, das Mittelpommersche zum Vorpommerschen zu stellen, da es die Merkmale, die das Vorpommersche definieren (Diphthongierung von mittelniederdeutsch ê und ô und Hebung vor r) nicht teilt, sondern sich hierin sowie in der Lexik dem (Nord)Märkischen anschließt. Gleichzeitig widerspricht die Zuordnung des Mittelpommerschen zum Vorpommerschen der gleichzeitig deutlich größeren sprachlichen Nähe des Vorpommerschen zum Mecklenburgischen. Eine Zuordnung des Vorpommerschen und des Mittelpommerschen zu einer gemeinsamen, linguistisch motivierten Einheit erfordert daher mindestens auch den Einschluss des Mecklenburgischen, dann aber auch andere Begrifflichkeiten (wie „Nordostniederdeutsch“ bei Ehlers 2019) und Lameli 2016. Die Verwendung des Adjektivs „vorpommersch“, die für mittelpommersche Varietäten außerhalb Brandenburgs vereinzelt auftritt, ist daher nur als geographische oder administrative Zuordnung gerechtfertigt, aber nicht als sprachwissenschaftliche Zuordnung zu verstehen.

### Phonologie
Das mittelpommersche Vokalsystem ist beschrieben bei Pfaff (1898; für den Ort Stöven). Mit der Beschreibung der Phonologie des uckermärkischen Warthe hat Teuchert (1907) eine Ortsgrammatik für einen Ort im Übergangsbereich zwischen Nordmärkisch und Mittelpommersch vorgelegt, die sich ebenfalls auf Vokalismus konzentriert, für das Mittelpommersche allerdings nur für die Beschreibung des Konsonantismus herangezogen werden kann. Im Vokalismus zeigt Warthe mittelpommersche Züge wie das Ausbleiben der Palatalisierung (dat statt det „das“), gleichzeitig aber Hebung von ô und ê vor r (wie im Mecklenburgisch-Vorpommerschen und Teilen des Märkischen, in diesem Fall als nordmärkisches Merkmal zu bewerten).
Ausgewählte Merkmale beinhalten:
- Vokalisierung von r nach Langvokalen (außer nach a, wo es erhalten bleibt oder ganz schwindet): hier /hi:ɛ/ „hier“, Muur /mu:ɛ/ „Mauer“; jedoch darn /dɑ:rn ~ dɑ:n/ „dürfen“, Nar /nɑ:r/ „Narr“, ebenso nach unbetonten Kurzvokalen: Kinner /'kɪ.nɛ/ „Kinder“, verjeeten /fɛ'je:tņ/ „vergessen“; aber öwwerrall /'œvɛ.ral/ „überall“ (Pfaff 1898, S. 10; für Stöven). In der Uckermark ist die Vokalisierung von -r bzw. -er eher /ɐ/ (so auch im hochdeutschen Regiolekt), historisch vereinzelt als a geschrieben und so auch im Wenkeratlas ausgewiesen. Der besseren Verständlichkeit empfiehlt sich eine Schreibung mit r bzw. er nach hochdeutschem Vorbild.
- Palatalisierung von mnd. s- vor Konsonanten (stief „steif“, schmalitzich „schmächtig“, schwart „schwarz“, Pfaff 1898, S. 4, 8, 9). In Teilen des Nordmärkischen war die ursprüngliche Lautung bis ins 20. Jh. bewahrt, im Mecklenburgischen z. T. bis in die Gegenwart.

#### Vokale

##### Inventar und Schreibung
Pfaff (1898) postuliert für Stöven folgendes Vokalinventar (originale Schreibung, Approximation in IPA, mögliche Schreibung):
| überkurz                                    | überkurz  | überkurz | kurz  | kurz    | kurz           | lang                                      | lang                                      | lang                                      | Diphthonge | Diphthonge         | Diphthonge                    | Kommentar                                                                                              |
| ------------------------------------------- | --------- | -------- | ----- | ------- | -------------- | ----------------------------------------- | ----------------------------------------- | ----------------------------------------- | ---------- | ------------------ | ----------------------------- | --- |
| Hoch                                        |           |          |       |         |                |                                           |                                           |                                           |            |                    |                               | |
| ᴉ                                           | [ɪ̯]       | ⟨i⟩      | ì (ï) | /ɪ/ [ɨ] | ⟨i⟩ (auch ⟨ü⟩) | î (i)                                     | /i:/ [i]                                  | ⟨ie⟩, auch ⟨i⟩, ⟨ih⟩                      |            |                    |                               | [ɨ]: Allophon von /ɪ/ neben /ſ/ [i]: Allophon von /i:/ vor stimmlosen Konsonanten (Pfaff 1898, S. 28f) |
| n̖                                           | [ʊ̯]       | ⟨u⟩      | ù     | /ʊ/     | ⟨u⟩            | û (u)                                     | /u:/ [u]                                  | ⟨uu⟩, auch ⟨u⟩, ⟨uh⟩                      |            |                    |                               | [u]: Allophon von /u:/ vor stimmlosen Konsonanten (Pfaff 1898, S. 28f)                                 |
| n̤̖                                           | [ʏ̯]       | ⟨ü⟩      | ǜ     | /ʏ/     | ⟨ü⟩            | ü̂ (ü)                                     | /y:/ [y]                                  | ⟨üü⟩, auch ⟨ü⟩, ⟨üh⟩                      |            |                    |                               | Umlaut [y]: Allphon von /y:/ vor stimmlosen Konsonanten (Pfaff 1898, S. 28f)                           |
|                                             |           |          |       |         |                | Mittel, gespannt (= mnd. lang, „altlang“) | Mittel, gespannt (= mnd. lang, „altlang“) | Mittel, gespannt (= mnd. lang, „altlang“) | Diphthong  | Diphthong          | Diphthong                     | |
|                                             |           |          |       |         |                | ê                                         | /e:/                                      | ⟨ee⟩, auch ⟨eh⟩                           | äi         | /ɛɪ̯/ (modern /aɪ̯/) | ⟨ei⟩                          | |
|                                             |           |          |       |         |                | ô                                         | /o:/                                      | ⟨oo⟩, auch ⟨oh⟩                           | ou         | /ɔʊ̯/ (modern /aʊ̯/) | ⟨ou⟩, ⟨ow⟩*; modern ⟨au⟩      | * -ow in Ortsnamen modern z. T. bewahrt                                                                |
|                                             |           |          |       |         |                | ö̂                                         | /ø:/                                      | ⟨öö⟩, auch ⟨öh⟩                           | öü         | /œʏ̯/ (modern /ɔɪ̯/) | ⟨öi⟩, ⟨öj⟩; modern ⟨eu⟩, ⟨äu⟩ | Umlaut                                                                                                 |
| Mittel, ungespannt (= mnd. kurz, „tonlang“) |           |          |       |         |                |                                           |                                           |                                           |            |                    |                               | |
| ɐ̤                                           | [ɛ̯]       | ⟨er⟩     | ä     | /ɛ/     | ⟨e⟩, z. T. ⟨ä⟩ | ē,ǟ                                       | /ɛ:/                                      | ⟨ää⟩, auch ⟨ä⟩, ⟨e⟩, ⟨äh⟩, ⟨eh⟩, ⟨ae⟩     |            |                    |                               | ɐ̤ [ɛ̯] bei Pfaff stets für mnd. e + r                                                                   |
| ə                                           | /ɘ/ [ɘ~ɪ̯] | ⟨e⟩,⟨i⟩  |       |         |                |                                           |                                           |                                           |            |                    |                               | Schreibung i in -ich (-ig) und ji-, sonst meist e                                                      |
| o                                           | [ɔ̯]       | ⟨o⟩      | o     | /ɔ/     | ⟨o⟩            | ō                                         | /ɔ:/                                      | ⟨å⟩, auch ⟨åå⟩, ⟨åh⟩, z. T. ⟨oh⟩, ⟨o⟩     |            |                    |                               | |
| o̤                                           | [œ̯]       | ⟨ö⟩      | ö     | /œ/     | ⟨ö⟩            | ȫ                                         | /œ:/                                      | ⟨œ⟩, auch ⟨œh⟩, ⟨ö⟩, z. T. ⟨öh⟩           |            |                    |                               | Umlaut                                                                                                 |
| Tief                                        |           |          |       |         |                |                                           |                                           |                                           |            |                    |                               | |
| ɐ                                           | [a̯]       | ⟨a⟩      | a     | /a/     | ⟨a⟩            | ā                                         | [ɑ:]                                      | ⟨ar⟩, auch ⟨ahr⟩                          |            |                    |                               | [ɑ:]: Allophon von /a/ vor mnd. r                                                                      |

Anm.:
- Pfaff unterscheidet Phoneme und ihre allophonischen Varianten nicht, bemerkt aber, dass die Trennung von kurzen und überkurzen Vokalen schwierig sei. Die überkurzen Vokale sind jeweils Allophon des zugehörigen Kurzvokals in unbetonter Umgebung. [ɑ:] ist ein Allophon von /a/ vor r, weshalb die Länge im Schriftbild unbezeichnet bleiben kann. Der von ihm postulierte Unterschied von „ē“ und „ǟ“ bezeichnet allophonische Variation vor r, ist aber in den Details der Lautung nicht nachvollziehbar. Der Laut /ɨ/ ist allophonische Variante von /ɪ/ z. B. in Schipp „Schiff“; meist (nach hochdeutschem Vorbild) i geschrieben, vereinzelt (in Annäherung der Lautung) ü. Es gibt keine Minimalpaare von überkurzen und kurzen Vokalen, insofern sind die überkurzen Vokale nur als kontextuelle Varianten der Kurzvokale anzusehen und werden dementsprechend in der Schreibung nicht besonders vermerkt.
- Pfaff beschreibt die Aussprache von seinem „ə“ als Hochvokal nahe /ɪ̯/ (trennt ihn aber von überkurzem i, seinem „ᴉ“) und führt ihn auf unbetontes mnd. e und i zurück, die im Wesentlichen hochdeutsch e und i entsprechen. Im modernen Schriftgebrauch wird für ersteres e, für letzteres i geschrieben, auch die moderne Aussprache scheint sich (im Gegensatz zu den Beobachtungen von Pfaff) nicht vom Hochdeutschen zu unterscheiden.
- Die hier verwendete Schreibung folgt Krienke (1999),[7] insbesondere hinsichtlich des Gebrauchs von å und œ. Im freien Schriftgebrauch werden diese meist durch o, oh, oa, ao bzw. ö, öh, oe ersetzt. Vereinzelt werden å und œ auch hyperkorrekt für die entsprechenden Kurzvokale geschrieben, darauf sollte im Sinne der Eindeutigkeit verzichtet werden.
- Die Alternation von e und ä zur Bezeichnung von kurzem /ɛ/ besitzt keine phonologische Grundlage. Schriftgewohnheit ist Schreibung mit ä, wenn eine Entsprechung mit hochdeutsch a (ä) existiert oder eine transparente Ableitung von einer Form mit a vorliegt (Äppel „Äpfel“ zum sg. Appel); sonst Schreibung mit e.
- Postvokalisches -r wird vokalisiert oder beeinflusst die Vokalqualität (Dehnung), vereinzelt dringt das in die Schreibung vor (z. B. im Wenkeratlas, Oan „Ohren“). Für die Sprecher leichter lesbar und daher meist bevorzugt ist aber eine Schreibung als -r bzw. -er (Ohrn „Ohren“).
- Die Schreibung der Vokallänge orientiert sich am Hochdeutschen und erfolgt durch Vokalverdopplung (ee, ie, oo, uu, öö, üü, selten åå, aa), Anfügung von h (ah, åh, eh, ih, oh, uh, öh, œh, üh) bzw. unterbleibt in offenen Silben oder Dehnungskontexten (z. B. von a vor r; a, å¸ e, i, o, u, ö, œ, ü). Schreibung mit -h wird meist in Anlehnung an hochdeutsche Entsprechungen verwendet (Ohr „Ohr“, aber Kooken „Kuchen“; Båhn „Bahn“, aber Åål „Aal“, Ådbeer „Storch“) oder dient zur Trennung gespannter (meist oo, öö geschrieben) und ungespannter Langvokale (meist å, œ geschrieben, in ASCII auch oh, öh). Nach hochdeutschem Vorbild findet sich gelegentlich die Schreibung von gespanntem /e:/, /o:/ und /ø:/ mit einfachem Vokal (e, o, ö), sollte aber aus Gründen der Eindeutigkeit vermieden werden, da die reguläre Tondehnung in den entsprechenden Kontexten ungespanntes /ɛ:/, /ɔ:/ und /œ:/ ergibt.
- Die Schreibung der Vokalkürze orientiert sich am Hochdeutschen und erfolgt durch Verdopplung des nachfolgenden Konsonanten (in offenen Silben) oder bleibt unbezeichnet (in geschlossenen Silben).
- In Funktionsworten bleibt Vokallänge meist unbezeichnet (he „er“, eigentlich hee zu schreiben) oder folgt dem hochdeutschen Vorbild (ehr „ihr“).
- Der Lautstand der Vokale entspricht weitgehend dem Nordmärkischen, wobei die dort regional verbreitete Hebung vor r stets unterbleibt.

##### Kurzvokale
Moderne Kurzvokale, die meist mittelniederdeutsche Kurzvokale fortsetzen.
| Phonem    | Schreibung | Belege | Kommentare              |
| --------- | ---------- | --- | ----------------------- |
| /ɪ/       | i          | beköstijen „beköstigen“, Biller „Bilder“, binn „(ich) binde“, binn' „binden“, disse „diese“, drüttich (dörtich) „30“, fœdennich „faserig“, föftich „50“, gruuserich „grausig“, Honnich „Honig“, jedicht „geheiht“, jediggen „gedeihen“, Kinner „Kinder“, Kriww „Krippe“, liggen „liegen“, mächtich „mächtig“, Merrick (Merreck) „Meerrettich“, mœjellich „möglich“, Rist „Flachssträhne“, sing' „singen“, sinken „sinken“, terbrecklich „zerbrechlich“, Tiff „Hündin“, Twellink „Zwilling“, wågellich „tollkühn“, wilt „wild“ (adj.), wunnerlich „wunderlich“ (Pfaff 1898) | mnd. i                  |
|           | i          | Hingst „Hengst“, Hinn „Henne“, jedüllich „geduldig“ (mnd. geduldech), nåmenkünnich „mit Namen, namhaft“ (mnd. kundech) (Pfaff 1898) | mnd. e                  |
| ~ [ɨ]     | i (ü)      | Schipp (Schüpp) „Schiff“ (Pfaff 1898) | Allophon von /ɪ/        |
| /ʊ/       | u          | |                         |
| /ʏ/       | ü          | Brüjj (Bröö) „Brücke“, bütt „(er) bietet“, dücht „däuchte“, jedüllich „geduldig“, lüchten „leuchten“, Müjj (Möö) „Mücke“, nåmenkünnich „mit Namen, namhaft“, Stück „Stück“, üm „um“, versüfften „verschmerzen“ (Pfaff 1898) | mnd. ü, and. u+uml.     |
|           |            | drüdder „dritter“, drüttich „30“, Münt „Minze“ (mnd. mintha), Sülwer „Silber“ (Pfaff 1898) | mnd. and. i             |
|           |            | sülft „selbst“, vgl. Münt „Minze“ (lat. mentha) (Pfaff 1898) | mnd. e                  |
|           |            | Annerbülkenkinner (Annerböölkenkinner) „Nachgeschwister“, tümma (tööma, tööwma) „warte mal“, Jüssel „junge Gans“ (Pfaff 1898)v | gekürzt aus öö          |
| /ɛ/       | e (ä)      | Hemp (Hämp) „Hanf“, Lämmel (Lemmel) „Messerklinge“. längst „längst“ (Pfaff 1898) | mnd. e                  |
| /ɘ/ [ɘ~ɪ̯] | e (i)      | |                         |
| /ɔ/       | o          | Bodden „Boden“, Hoff „Hof“, Honnich „Honig“, kort „kurz“, Oss „Ochse“, Roggen (Rong') „Roggen“ (Pfaff 1898) | mnd. and. o             |
|           | o          | Hommel „Hammel“, Hommer „Hammer“, komm' (kommen) „kommen“, Kommer „Kammer“ (Pfaff 1898) | mnd. ā, and. a          |
|           | o          | Nors „Arsch“, olt „alt“, Solt „Salz“ (Pfaff 1898) | mnd. o, and. a          |
| /œ/       | ö          | döschen „dreschen“, Köster „Küster“ (Pfaff 1898) | mnd. ö, and. u (o)+uml. |
|           | ö          | Öllern „Eltern“, Pöll „Schale“ (lat. pellis), Schöpp „Schöffe“ (mnd. schepe), schöppen „schöpfen“ (mnd. scheppen, and. skepian), söss „6“ (Pfaff 1898) | mnd. and. e             |
| /a/       | a          | Acker, Angst, ball „bald“, ballern „schleudern“, gramm „gram“, lang „lang“ (adv.), sacht „sanft“, spallern „spalten“ (Pfaff 1898) | mnd. and. a             |
|           | a          | Matrass (frz. maitresse), Salwiëtt „Serviette“ (frz., vgl. it. salvietta) (Pfaff 1898) | Lehnworte               |
| ~ [ɑ:]    | ar (aa)    | Arbeit, Mart „Markt“, schwaat (schwart) „schwarz“, warm „warm“ (Pfaff 1898) | mnd. a vor r            |
| ~ [ɑ:]    | ar (aa)    | Arf „Erbe“, Bark „Birke“, Hartspann „Herzgespann“, Start (Staat) „Schwanz“ (mnd. stert), warn „werden“; vgl. Salwiëtt „Serviette“ (frz.) (Pfaff 1898) | mnd. e vor r            |

Anmerkungen:
- /a/ kann neben der regulären Wiedergabe von mnd. a auch gekürzte Langvokale fortsetzen, z. B. Jammer „Jammer“ (and. jâmer), Kallöör „Farbe“ (frz. couleur) (Pfaff 1898)
- /ɪ/ kann ebenfalls gekürzte Langvokale fortsetzen, z. B. bitt „(er) beißt“ (and. bîtit) (Pfaff 1898)
- vor /r/ werden Kurzvokale gedehnt. In betonten Silben fallen sie lautlich mit Langvokalen zusammen, lediglich /a/ [ɑ:] bildet eine Ausnahme, da der entsprechende Langvokal */ɑ:/ fehlt, sondern zu /ɔ:/ weiterentwickelt wurde. In unbetonten Kurzvokalen fällt postvokalisch vokalisiertes /r/ mit /ɛ/ zu [ɛ̯] zusammen, vgl. unter /r/ (Pfaff 1898).

##### Langvokale
Sog. „tonlange“ ungespannte Langvokale setzen altniederdeutsche Kurzvokale fort. Sog. „altlange“ Langvokale setzen altniederdeutsche Langvokale fort.
| Phonem | Schreibung | Belege | Kommentare                         |
| ------ | ---------- | --- | ---------------------------------- |
| /ɛ:/   | ää (ä, e)  | ääben (eben) „eben“, Allbäär, Ollbäär „Storch“, brääken (breken) „brechen“, Hääkt „Hecht“, Rääd „Rede“, seten (sääten) „gesessen“, vorjääten „vergessen“, dähn' (dähnen) „dehnen“ (Pfaff 1898) | mnd. ē, and. e (nhd. e)            |
|        | ää (ä, e)  | Bäät „Biss“, Frääd „Friede“ (Pfaff 1898) | mnd. ē, and. i (nhd. i oder ie)    |
|        | ää (ä, e)  | Nääs „Nase“ (and. nasu) (Pfaff 1898) | mnd. ē, and. a+uml. (nhd. a)       |
|        | ää (ä, e)  | Plääseer (frz. plaisir) (Pfaff 1898) | in Lehnworten                      |
| /ɔ:/   | å          | Åben „Ofen“, Vågel „Vogel“ (Pfaff 1898) | mnd. o, and. o,u (nhd. o)          |
|        | å          | Åder „Ader“, jeståhn „gestehen“ (Pfaff 1898) | mnd. and. â (nhd. a)               |
|        | å          | Ålbäär, Ollbäär „Storch“, begåben „bewirten“, begåden „(Acker) zurecht machen“, drågen „tragen“, Hås „Hase“, måk „(ich) mache“, Nähjnåtel „Nähnadel“, Stråt „Straße“, tåhm „zahm“, wågellich „tollkühn“ (Pfaff 1898) | mnd. ā, and. a (nhd. a)            |
|        | å          | duråbel „dauerhaft“, Lienjål „Lineal“; Ziejår „Zigarre“ (Pfaff 1898) | in Lehnworten                      |
| /œ:/   | œ (ö)      | dœgen „taugen“, dœsen „vor sich hinbrüten“, Hoej' „Freude“, Hœw' „Höfe“, kœn' „können“, mœgen „mögen“, sœl' „sollen“ (Pfaff 1898) | mnd. ö, and. u+uml                 |
|        | œ (ö)      | fœdennich „faserig“, Rœder „Räder“, Schœp „Schafe“ (Pfaff 1898) | mnd. ā, and. a+uml.                |
|        | œ (ö)      | sœben „7“ (Pfaff 1898) | mnd. ö, and. i                     |
| /i:/   | ie (i)     | Brugerie, Bruërie „Brauerei“, drieben „treiben“, fiew „fünf“, Klie „Kleie“, liek (arch.) „gleich“, Piep „Pfeife“, rieben „reiben“, riek „reich“, Schnieder „Schneider“, Schwienerie „Schweinerei“, Siet „Seite“, stiegen „steigen“, strieden „streiten“, Teejellie „Ziegelei“, Wied' „Weide“, wriebel' „reiben“ (Pfaff 1898) | mnd. î                             |
|        | ie         | Iel „Egel“, liegen „leihen“ (Pfaff 1898) | mnd. ige                           |
|        | ie         | Lienjål „Lineal“ (frz.), Schmiesett (frz. chemisette) (Pfaff 1898) | in Lehnworten                      |
| /u:/   | uu (uh, u) | |                                    |
| /e:/   | ee (eh)    | Been „Bein“, Deel „Teil“, deel' „teilen“, Heel „Heil“, heel' „heilen“ (Pfaff 1898) | mnd. ê², and. ê, ahd. ei (nhd. ei) |
|        | ee (eh)    | Breef „Brief“, Teejeller „Ziegler“, Teejellie „Ziegelei“, Veh „Vieh“ (Pfaff 1898) | mnd. ê¹, and. ê, ahd. ia (nhd. ie) |
|        | ee (eh)    | weer „(er) wäre“ (Pfaff 1898) | mnd. ê³, and. â+uml. (nhd. ä)      |
|        | ee (eh)    | deen' (deenen) „dienen“ (Pfaff 1898) | mnd. ê4, and. io (nhd. ie)         |
|        | ee (eh)    | heer „her“, jeschehn „geschehen“, sehn „gesehen“; vgl. Plääseer (frz. plaisir) (Pfaff 1898) | mnd. ē (nhd. e)                    |
| /o:/   | oo (oh)    | good „gut“, Wookerer „Wucherer“, School „Schule“ (Pfaff 1898) | mnd. ô1 (nhd. u)                   |
|        | oo (oh)    | Boom „Baum“, Roddoo „Rotauge (Fisch)“ (Pfaff 1898) | mnd. ô2 (nhd. au)                  |
|        | oo (oh)    | Kroon „Kranich“ (Pfaff 1898) | mnd. ô3                            |
|        | oo (oh)    | Kommoot (frz. comode), Toolett „Toilette“ (Pfaff 1898) | Lehnworte                          |
| /ø:/   | öö (öh)    | blöögen „blühen“, Döör „Tür“, gröön „grün“, jöötlich „gütlich“, Löögener „Lügner“, Nööt „Nuß“, Rööw' „Rübe“ (Pfaff 1898) | mnd. ô1+uml. (nhd. ü)              |
|        | öö (öh)    | drööm' (dröömen) „träumen“, lööben, gelööben „glauben“, röökerich, röökrich „räucherig“ (Pfaff 1898) | mnd. ô2+uml (nhd. äu)              |
|        | öö (öh)    | Spööner „Späne“ (Pfaff 1898) | mnd. ô3+uml                        |
|        | öö (öh)    | Kallöör „Farbe“ (frz. couleur) (Pfaff 1898) | Lehnworte                          |
|        | öö (öh)    | toröö „zurück“, Bröö (Brüjj) „Brücke“, Möö (Müjj) „Mücke“ (Pfaff 1898) | < -ügge                            |
| /y:/   | üü (üh)    | Büül „Beule“ (Pfaff 1898) | mnd. û¹+uml                        |
|        | üü (üh)    | Früünt „Freund“, Küül „Keule“, Lüüd „Leute“ (Pfaff 1898) | and. iu                            |
|        | üü (üh)    | Rüüm „Reim“ (Pfaff 1898) | mnd. î                             |

- Neben regulären /ɛ:/ aus mnd. ē belegt Pfaff (1898) auch dräägen (dregen) „drehen“ (mnd. dreijen, dreigen), määgen (mägen) „mähen“ (mnd. meijen, meigen), säägen „säen“ (mnd. seijen, and. sâijan)

##### Diphthonge
Diphthonge, die mittelniederdeutsche Langvokale oder Diphthonge fortsetzen.
| Phonem         | Schreibung  | Belege | Kommentare                  |
| -------------- | ----------- | --- | --------------------------- |
| /ɛɪ̯/ [ɛɪ̯ ~ aɪ̯] | ei          | Wåhrheit „Wahrheit“ (and. -hêd, dat. -hêdi), Arbeit, beid „beide“, breiden „braten“, Heid „Heide“, klein „klein“, leiden „leiten“, meinen (mein') „meinen“, rein „rein“, Weiten „Weizen“; vgl. jeiht „(er) geht“ (Pfaff 1898) | mnd. e² (and. ê) vor and. i |
|                | ei          | Scheid „Scheide“ (and. scëthia), schleit „(er) schlägt“ (and. slehit) (Pfaff 1898) | mnd. ei, and. e vor i       |
|                | ei          | Ei „Ei“, jemein (jimein) „gemein“, steiht „(er) steht“ (and. stêd, steid); vgl. Meister (lat. magister) (Pfaff 1898) | mnd. ei, and. ei            |
|                | ei          | Seis „Sense“ (and. seigna) (Pfaff 1898) | mnd. ei, and. egi           |
|                | ei          | Ei „Egge“, Leihinn „Legehenne“, sei, sej, sech „(ich) sage“ (Pfaff 1898) | aus ej, mnd. egge           |
| /ɔʊ̯/ [ɔʊ̯ ~ aʊ̯] | ou (au)     | Hou „Haue“, houn „hauen“, hout „(er) haut“, Mou, Moog' „Ärmel“, Oust „Ernte“ (lat. augustus) (Pfaff 1898) | mnd. ou(we)                 |
| /œʏ̯/ [œʏ̯ ~ ɔɪ̯] | öü (eu, äu) | Höü „Heu“ (and. hewi); vgl. Flöüt „Flöte“ (mnd. vloite, afrz. flaüte), Schlöüer „Schleier“ (Pfaff 1898) | mnd. oi, and. ewi           |

#### Konsonanten
Die Darstellung der Konsonanten folgt der Analyse und den Etymologien von Pfaff (1898).

##### Plosive
Die mittelpommerschen Plosivlaute umfassen:
- /b/ [b], im (mnd.) Inlaut [v], unter Auslautverhärtung [f]
- /p/ [p]
- /d/ [d], unter Auslautverhärtung [t]
- /g/ [g], mit allophonischen Varianten [j], [ɣ] und [ŋ], bzw. (unter Auslautverhärtung) [ç], [χ], und [(ŋ)k]
- /k/ [k]

| Phonem             | Schreibung | Belege | Kommentare                                     |
| ------------------ | ---------- | --- | ---------------------------------------------- |
| /b/                | b          | Binn „binde“, Ålbäär „Storch“, Arbeit „Arbeit“, Bäät „Biss“, ball „bald“, ballern „schleudern“ (mnd. balderen), bår „bar“, Bark „Birke“, Bårt „Bart“, Been „Bein“, begåden „(Acker) zurecht machen“, beid „beide“, beköstijen „beköstigen“, berügen „bereuen“, Bessen „Besen“, Biller „Bilder“, bitt „(er) beißt“, Blei „Bleihe, Blei (Fisch)“, blöögen „blühen“, Bodden „Boden“, Boon (Bohn) „Bohne“, bölken „brüllen“, Bööjel „Bügel“, Boom „Baum“, Botter „Butter“, brääken „brechen“, Breef „Brief“, breiden „braten“, Brugerie „Brauerei“, Brüjj (Bröö) „Brücke“, bugen „bauen“, Bussen „Busen“, Büül „Beule“, terbrääken „zerbrechen“ (Pfaff 1898) | mnd. b-                                        |
|                    | b          | ääben "eben, Åben "Ofen", begåben "bewirten", drieben "treiben", lääben "leben", lööben (gelööben) "glauben", rieben "reiben", sœben "7", wriebel' "reiben" (zu mnd. wrīven) (Pfaff 1898) | mnd. -v- in -ven-, -vel-                       |
|                    | b          | durråbel „dauerhaft“ (frz.) (Pfaff 1898) | in Lehnworten                                  |
| ~ [v]              | w          | Hœw' „Höfe“, Jewölw' „Gewölbe“, Kriww' „Krippe“, lööwick wo „glaube ich wohl“, Rööw' „Rübe“, Sülwer „Silber“, tööwma (tööma, tümma) „warte nur“ in Lehnworten: Salwiëtt „Serviette“ (frz) | mnd. -v-                                       |
| ~ [f]              | f (w)      | Arf „Erbe“, fiew „fünf“ (Pfaff 1898) | mnd. -v- mit Auslautverhärtung                 |
| /p/                | p          | Hemp (Hämp) „Hanf“, Piep „Preife“, Semp „Senf“, supen „saufen“ | mnd. p (nhd. f)                                |
|                    | p          | Päärd „Pferd“, Piep „Pfeife“, Priem „Pfriem“ | mnd. p (nhd. pf)                               |
|                    | p          | spallern „spalten“, Spööner „Späne“, spreiden „spreiten, ausbreiten“ | mnd. p (nhd. p)                                |
|                    | p          | Plääseer (frz. plaisir), Pöll „Schale“ (lat. pellis), Poort „Pforte“ (lat. porta) | in Lehnworten                                  |
| /d/                | d          | Åder "Ader", beid "beide", Bodden "Boden", dähn' (dähnen) "dehnen", deen' (deenen) "dienen", disse "diese", Doorn "Dorn", Döst "Durst", dräägen "drehen", drüdder "dritter", drütteggen "13", dunn "damals", Dunner "Donner", du "du", eddel "edel", Frääd "Friede", Heid "Ungläubiger", jediggen "gedeihen", nedder "nieder", Rääd "Rede", Rœder "Räder", wedder "wieder, Wied' "Weide" (Pfaff 1898) | mnd. d, and. th (nhd. d)                       |
|                    | d          | breiden „braten“, Deel „Teil“, deel' (deelen) „teilen“, dœgen „taugen“, Dœr „Tür“, Door „Tor“, drågen „tragen“, drieben „treiben“, drööm' (dröömen) „träumen“, drüdder „dritter“, dull „toll“, Ledder „Leiter“, leiden „leiten“, Lodderbas „Faulpelz“, Lüüd „Leute“, Roddoo „Rotauge“, spreiden „spreiten, ausbreiten“, strieden „streiten“ (Pfaff 1898) | mnd. d, and. d (nhd. t)                        |
|                    | d          | durråbel „dauerhaft“ (frz), Gedirm „Gedärme“ (mitteldeutsch, statt mnd. gerdermte), Päärd „Pferd“ (gallorom. para-veredus) (Pfaff 1898) | Lehnworte                                      |
| ~ [t]              | t (d)      | Arbeit „Arbeit“, Früünt „Freund“, goot „gut“, Hemt „Hemd“, Inlett „Inlet“, olt „alt“, Oort „Ort“, Siet „Seite“, wilt „wild“; in Lehnworten: Kammerråt „Kamerad“, Kommoot (frz. comode) | mnd. d mit Auslautverhärtung (nhd. d oder t)   |
| /t/                | t          | Angst „Angst“, beköstijen „beköstigen“, Botter „Butter“, Döst „Durst“, breckst „brichst“, Etter „Eiter“, Föst „First“, Hingst „Hengst“, Jest „Gerste“, jeståhn „gestanden“, jüüst „unfruchtbar“, Köster „Küster“, längst „längst“, Mart „Markt“, Rist „Flachssträhne“, Röst „Rost (am Herd)“, steil „steil“, stiegen „steigen“, Stråt „Straße“, strieden „streiten“, strögen „streuen“, Stück „Stück“, stumm „stumm“, Stuuf „Stufe“, tummel, tüümel „taumeln“; in Lehnworten: Flöüt „Flöte“ (frz), Kullrett „Vorhemd“ (frz), Matrass „Mätresse“ (frz), Meister „Meister“ (lat), Oust „Ernte“ (lat. augustus), Poort „Pforte“ (lat), Salwiëtt „Serviette“ (frz), Toolett „Toilette“ (frz.)                                                                              | mnd. t (nhd. t)                                |
|                    | t          | Bäät „Biss“, bitt „(er) beißt“, drütteggen „13“, fett „fett“ (vgl. nhd. feist), föfteggen „15“, Hartspann „Herzgespann“, kettel' „kitzeln“, kort „kurz“, Münt „Minze“, mütten „müssen“, Nettel „Nessel“, Nööt „Nuß“, sääten „gesessen“, setten „setzen“, Solt „Salz“, Start (Staat) „Schwanz“ (nhd. Sterz), Stråt „Straße“, tåhm „zahm“, Teejeller „Ziegler“, Teejellie „Ziegelei“, teggen „10“, terbrääken „zerbrechen“, Töjel „Zügel“, toröö „zurück“, tum „zum“, Twellink „Zwilling“, uut (ut) „aus“, verjääten „vergessen“, Weiten „Weizen“, | mnd. t (nhd. z, ß, ss, tz, s)                  |
|                    | t          | foorts „sofort“, Nähjnåtel „Nähnadel“ | mnd. d vor Konsonant                           |
| /g/                | g          | begåben „bewirten“, begåden „(Acker) zurecht machen“, dœgen „taugen“, dräägen „drehen“, drågen „tragen“, goot „gut“, Gorn „Garn“, gröön „grün“, liggen „liegen“, mœgen „mögen“, Roggen „Roggen“, seggen „sagen“, sugen „saugen“, Vågel „Vogel“ (Pfaff 1898) | mnd. g (außer vor mnd. e,i,ä,ö,ü)              |
|                    | g          | berügen „bereuen“, blöögen „blühen“, Brugerie „Brauerei“, bugen „bauen“, jediggen „gedeihen“, Klugen „Knäuel“, liegen „leihen“, säägen „säen“, strögen „streuen“, teggen „10“ (Pfaff 1898) | mnd. Hiat                                      |
| ~ [j]              | j (g)      | beköstijen „beköstigen“, Bööjel „Bügel“, Brüjj (Bröö) „Brücke“, Hœj' „Freude“, jediggen „gedeihen“, Jefangener „Gefangener“, Jehüüs „Gehäuse“, jeit „geht“, jemein (jimein) „gemein“, Jesinn „Gesinde“, jessel' „eine Art des Backens“, Jest „Gerste“, jeståhn „gestanden“, Jewöölw' „Gewölbe“, Jüssel „junge Gans“, jüüst „unfruchtbar“, lej (lei, lech) „lege“, Müjj (Möö) „Mücke“, Nähjnåtel „Nähnadel“, sej (sei, sech) „sage“, Teejeller „Ziegler“, Teejellie „Ziegelei“, Töjel „Zügel“, verjääten „vergessen“; Ziejår „Zigarre“ (Pfaff 1898) | mnd. g vor e,i,ä,ö,ü                           |
| ~ [ç]              | ch         | biestrich, biesterich „leicht zu verfehlen“, drüttich (dörtich) „30“, föftich „50“, Honnich „Honig“, leddich „ledig“, jedicht „gedeiht“; Twerch „Zwerg“, Wech „Weg“ (Pfaff 1898) | and. g, im Auslaut nach hohem Vokal            |
| ~ [ɣ]              | g (g')     | Mou, Moog' „Ärmel“ (Pfaff 1898), Dag' „Tage“ (pl.) | and. g nach dunklem Vokal                      |
| ~ [χ]              | ch         | Dach „Tag“ (sg.) | nicht bei Pfaff (1898), mnd. Auslautverhärtung |
| ~ [k] in /n/ + /g/ | nk         | junk „jung“, Twellink „Zwilling“ (Pfaff 1898) | mnd. -ng mit Auslautverhärtung                 |
| /k/                | k (ck)     | Acker „Acker“, Bark „Birke“, beköstijen „beköstigen“, bölken „brüllen“, brääken „brechen“, Funken „Funken“, Hääkt „Hecht“, Kerl „Kerl“, Kesper „Kirsche“, kettel' „kitzeln“, Kiep „Tragekorb“, Kieper „Küfer“, Kinner „Kinder“, klein „klein“, Klie „Kleie“, Klugen „Knäuel“, knippern „knüpfen“, kœn' (kœnen) „können“, komm' (kommen) „kommen“, Kommer „Kammer“, Koorn „Korn“, kort „kurz“, Köster „Küster“, Kroon „Kranich“, Küül „Keule“, liek „gleich“, Merrick (Merrick) „Meerrettich“, riek „reich“, sinken „sinken“, Stück „Stück“, terbrääken „zerbrechen“, uck „auch“, verkenn' (verkennen) „erkennen“, Wookerer „Wucherer“; Kallöör „Farbe“ (frz.), Kammerråt „Kamerad“ (frz.), Kommoot „Kommode“ (frz.), Kullrett „Vorhemd“ (frz. collerette) (Pfaff 1898) | mnd. k                                         |

- Im Mittelpommerschen gilt Auslautverhärtung i. d. R. für mittelniederdeutsch finale Konsonanten, jedoch nicht für Konsonanten vor mittelniederdeutschen (aber apokopiertem) Vokal. Daher junk „jung“ (adj), Twellink „Zwilling“ (nom), aber lang „lange“ (adv).
- Im Mittelpommerschen gilt Hiatvelarisierung, daher teng' (teggen) „10“, bung' (buggen) „bauen“, seggen „sagen“. Bei jüngeren Bildungen existieren z.T. Nebenformen ohne Velarisierung, Pfaff (1898) erwähnt diebzgl. Brugerie neben Bruërie „Brauerei“ (die Bildung ist nach DWDS[25] erstmals 1659 belegt, die allgemeine Hiatvelarisierung datiert damit wohl vor das 17. Jh.). Ähnlich fehlt Hiatvelarisierung in älteren Lehnworten, etwa Salwiëtt „Serviette“ (Pfaff 1898). Sofern regional oder in Einzelworten die Hiatvelarisierung unterbleibt, wird hier der Vokal durch Trema markiert, d. h. Bruërie „Brauerei“ neben Brugerie.
- Die Allophone [ɣ] und [χ] für /g/ sind die Gegenstücke zu [j] und [ç] nach Tiefvokal und in Analogie zum Mecklenburgisch-Vorpommerschen und dem Nordmärkischen ergänzt, bei Pfaff (1898) jedoch nicht belegt.
- Die Tabelle fasst anlautendes [b] mit inlautendem [v] als /b/ zusammen. Inlautendes b wurde intervokalisch allerdings mnd. spirantisiert [v] und unter Auslautverhärtung als [f] artikuliert, so dass diese Laute auf eine gemeinsame Grundlage zurückgehen, die lautlich besser durch */v/ zu beschreiben wäre. Allerdings existiert auch der entsprechende Laut /v/ und setzt prävokalisch ein mittelniederdeutsches w fort. Daher wird der zugrundeliegende Laut hier als /b/ beschrieben, nicht als */v/.
- Mittelpommersch /p/ setzt regulär mnd. p fort, hinzu treten aber auch Formen mit assimilatorischem oder analogischem Ausgleich, in denen /p/ für ursprüngliches /b/ oder /f/ eintritt, vgl. auch Kesper „Kirsche“ (mnd. kersebere), premsen „bremsen“ (schon mnd. premesen), köppst „(du) kaufst“ (statt älter kööfst) (Pfaff 1898).

##### Frikative und Affrikaten
Die mittelpommerschen Frikative umfassen:
- /f/ [f]
- /v/ [v] (nur im Anlaut)
- /s/ [s], mit allophonischer Variante [z]
- /ʃ/ [ʃ]
- /x/ [ç], [χ]
- /h/ [h]

Hinzu treten frikative Allophone von Plosivlauten. Die Affrikate /ts/ ist dem Mittelpommerschen ursprünglich fremd, tritt jedoch in Lehnworten auf.
| Phonem       | Schreibung | Belege | Kommentare                            |
| ------------ | ---------- | --- | ------------------------------------- |
| /f/          | f (v)      | sülft „selbst“, Breef „Brief“, fett „fett“, fiew „fünf“, Flöüt „Flöte“, föfteggen „15“, foorts „sofort“, Föst „First“, Frääd „Frieden“, Früünt „Freund“, Funken „Funken“, Hoff „Hof“, Tiff „Hündin“, unverwanns „unabsichtlich“, versüfften „verschmerzen“, Vågel „Vogel“, Veh (Vee) „Vieh“, verjääten „vergessen“, vull „voll“, Wolf „Wolf“ (Pfaff 1898) | mnd. f                                |
| /v/          | w          | Jewölw' „Gewölbe“, wo „wohl“, Twellink „Zwilling“, unverwanns „unabsichtlich“, warm „warm“, warn „werden“, wedder „weder; wieder“, weer „wäre“, Weiten „Weizen“, Wessel „Wechsel“, Wied' „Weide“, wilt „wild“, Wookerer „Wucherer“, wriebel „reiben“, Wulf „Wolf“, Wull „Wolle“ | mnd. w, nur prävokalisch              |
| /s/          | s (ss,ß)   | Angst „Angst“, beköstijen „beköstigen“, Bessen „Besen“, Bussen „Busen“, düüster „düster“, Hås „Hase“, Hasser „Hasel“, Hingst „Hengst“, Huus „Haus“, Jehüüs „Gehäuse“, Jüssel „junge Gans“ (zu mnd. gôs), jüüst „unfruchtbar“ (mnd. gûst), Köster „Küster“, Meister „Meister“, Nääs „Nase“, Nors „Arsch“ (mnd. ars), Oust „Ernte“ (mnd. ouwest, lat. augustus), Rist „Flachssträhne“, Röst „Rost (am Herd)“, Seis „Sense“, söss „6“ (Pfaff 1898)                                                                     | mnd. s, im Auslaut oder vor Konsonant |
|              | s (ss)     | Döst „Durst“, Föst „First“, jessel „Art des Backens“ (mnd. gerstelen), Jest „Gerste“, Kesper „Kirsche“ (mnd. kersebêre) (Pfaff 1898) | mnd. rs                               |
|              | ss (ß)     | Oss „Ochse“, Wessel „Wechsel“ (Pfaff 1898) | /ss/ < mnd. ss, and. hs               |
| ~ [z]        | s (ss)     | disse „diese“, dœsen (dusseln) „vor sich hinbrüten“, Hüüser „Häuser“, premsen „vollstopfen“, säägen „säen“, sääten „gesessen“, seggen „sagen“, sehn (seen) „sehen“, Seis „Sense“, sej, sei, sech „sage“, Semp „Senf“, setten „setzen“, Siet „Seite“, sing' (singen) „singen“, sinken „sinken“, sœben „7“, Sœhn „Sohn“, sœl' „sollen“, Solt „Salz“, söss „6“; Plääseer < frz. plaisir, Salwiëtt „Serviette“, sugen „saugen“, sülft „selbst“, Sülwer „Silber“, supen „saufen“, versüfften „verschmerzen“ (Pfaff 1898) | mnd. s, prä- oder intervokalisch      |
| /ʃ/          | sch        | döschen „dreschen“, jeschehn (jescheen) „geschehen“, Scheid „Scheide“, School „Schule“, schöppen „schöpfen“ (Pfaff 1898) | mnd. sch, and. sk                     |
|              | sch        | Schledden „Schlitten“, schleit „schlägt“, Schlöüer „Schleier“; Schmett „Schmied“; Schnieder „Schneider“; schwart (schwaat) „schwarz“, schwemmt „schwimmt“, Schwienerie „Schweinerei“ (Pfaff 1898) | mnd. sl-, sm-, sn-, sw-               |
|              | sch        | Musch „Monsieur“ (frz.) (Pfaff 1898) | aus -sj-                              |
|              | sch        | Schmiesett < frz. chemisette (Pfaff 1898) | in Lehnworten                         |
|              | sp-, st-   | Hartspann „Herzgespann“, jeståhn „gestehen“, spallern „spalten“, Spööner „Späne“, spreiden „ausbreiten“, Start (Staat) „Schwanz, Sterz“, steit „steht“, stiegen „steigen“, Stieper „Pfeiler“, Stråt „Straße“, strieden „streiten“, strögen „streuen“ (Pfaff 1898) | mnd. st-, sp-                         |
| /ts/         | z (tz)     | süffzen „seufzen“ (statt mnd. sufften), Fielz „Filz“ (statt mnd. vilt), Zopp „Zopf“ (statt mnd. top) (Pfaff 1898) | hochdeutsche Kompromissformen         |
|              | z          | Ziejår „Zigarre“ (Pfaff 1898) | in Lehnworten                         |
| /x/ [ç], [χ] | ch         | dücht „däuchte“, lüchten „leuchten“, Löüchen „Lohe“, mächtich „mächtig“ (Pfaff 1898) | and. h, Auslaut und Inlaut            |
|              | ch         | sacht „sanft“ (and. safto) (Pfaff 1898) | and. f vor t                          |
|              | ch         | Wollach „Wallach“ (statt mnd. wallak, wohl mitteldeutsch) (Pfaff 1898) | in Lehnworten                         |
| /h/          | h          | Hääkt „Hecht“, Hämp (Hemp) „Hanf“, Hartspann „Herzgespann“, Hås „Hase“, Hassel „Hasel“, he „er“, heel „heil“, heel' „heilen“, Hingst „Hengst“, Hinn „Henne“, Hœj' „Freude“, Hoff „Hof“, holl' „halten“, Hommel „Hammel“, Hommer „Hammer“, Höü „Heu“, houn „hauen“, Huus „Haus“, hüüt „heute“, Jehüüs „Gehäuse“, Leihinn „Legehuhn“ (Pfaff 1898) | and. h im Anlaut vor Vokal            |

- Die Lautverbindung /ts/ ist dem Ostniederdeutschen ursprünglich fremd, wie mp. Siepoll „Zwiebel“ aus it. cipolla (Pfaff 1898) zeigt.[26][27] Gleichzeitig ist /ts/ jedoch systematisch in slawischen Ortsnamen auf -itz bewahrt (z. B. Löcknitz, Neurochlitz, Radewitz, Rollwitz, Jeseritz/Stettin,[28] Marwitz[29]), d.h., es wurde noch vor Erlöschen des Slawischen in das Ostniederdeutsche eingeführt. Der ostmitteldeutsche Sprachraum zeigt gegenüber dem ostniederdeutschen Gebiet eine bessere Bewahrung von slawischen Ortsnamen auf -itz,[30] was vielleicht widerspiegelt, dass diese Namen im Ostniederdeutschen zunächst vermieden wurden. Die Etablierung des Phonems /ts/ ist daher wohl nach die Zeit der Ostkolonisation, jedoch vor die Zeit des Erlöschens des Slawischen zu datieren. Allerdings sticht die stärkere Verbreitung von -itz-Namen auf Rügen heraus,[30] wo die einheimische slawische Sprache (Ranisch) erst Anfang des 15. Jh. ausgestorben sein soll,[31] was für eine Datierung der Etablierung von /ts/ in das 13.-14. Jh. spricht.
- Das zu /ts/ gesagte gilt auch für ursprüngliches /tʃ/, das i.a. (z. B. für slawisch č, šč usw.) zu /ts/ vereinfacht wurden (z. B. im Ortsnamen Retzin, historisch Retzscin[32], (Neu) Zarnow zu slawisch černyj „schwarz“[33]). Das in modernen Formen einiger Erbworte (z. B. Ätsch, Etsch „Axt“, mnd. exe) auftretende /tʃ/ ist eine Sekundärentwicklung.
- Stimmhaftes [z] und stimmloses [s] bilden kein kontrastierendes Minimalpaar. In der Schreibung auftretendes ss bezeichnet daher im Gegensatz zum Standarddeutschen nicht Stimmlosigkeit (vgl. deutsch er müsse vs. Gemüse), sondern Vokalkürze (disse [dɪzə] „diese“, bei Pfaff 1898). Die konventionelle Schreibung ist hier leicht defektiv, denn mehrfach auftretendes /s/ wird ebenfalls ss geschrieben, ist aber (da nicht intervokalisch) stimmlos: Wessel /vɛssl̩/ „Wechsel“ (aus *weh-sel).
- Die konventionelle Schreibung von [ʃ] vor Konsonant als s- oder sch- folgt dem Hochdeutschen. Neben mnd. sk und s vor Konsonant scheint /ʃ/ auch slawisch š(k) fortzusetzen (so im Ortsnamen Mescherin, falls zu polnisch mieszkać (aksl. мѣшькати) „wohnen“[34][35]).
- Inwieweit /x/ als eigenes Phonem angesehen wird, darf bezweifelt werden. Lautlich kontrastieren beide Phoneme nur in intervokalischer Stellung, wo /g/ stimmhaft und /x/ stimmlos artikuliert wird. Einziger Beleg bei Pfaff (1898) hierfür ist Löüchen „Lohe“. In Erbworten handelt es sich hierbei sonst meist um Allophone von /g/, ein kontrastierendes Minimalpaar scheint außerhalb von hochdeutschen Lehnworten nicht zu existieren, insbesondere scheint auch das (aus dem Hochdeutschen entlehnte?) Suffix -lich, das mnd. -lîk ersetzt, (in Anlehnung an -ig ?) als aspiriertes /g/ interpretiert worden zu sein, weshalb flektierte Formen von Adjektiven auf -lich [j] (-lijer, -lijen usw.) aufweisen, nicht jedoch [x] (*-licher, *-lichen). In der konventionellen Schreibung werden /g/ und /x/ allerdings systematisch unterschieden. Die Alternation von [ç] (nach hohem Vokal) und [χ] (nach tiefem Vokal) entspricht dem Schriftdeutschen.
- In der konventionellen Schreibung wird h wie im Deutschen auch zur Bezeichnung der Vokallänge verwendet. Das Phonem /h/ ist wie im Deutschen ein Hauchlaut, historisch jedoch mit /x/ verbunden. Ein Minimalpaar zur Unterscheidung von /x/ und /h/ scheint nicht zu existieren, aufgrund der konsistanten Schreibung und systematisch abweichenden Lautung sollte es in Analogie zum Deutschen als separates Phonem behandelt werden.

##### Sonoranten
Die mittelpommerschen Sonoranten umfassen den Halbvokal /j/, die Nasale /n/ und /m/ und die Liquida /l/ und /r/. Hinzu treten Sonoranten als Allophone von Plosiven.
| Phonem      | Schreibung | Belege | Kommentare                                |
| ----------- | ---------- | --- | ----------------------------------------- |
| /j/         | j          | Jammer „Jammer“, junk „jung“ (Pfaff 1898) | mnd. j                                    |
| /m/         | m          | gram „gram“, Hämp „Hanf“ (mnd. hemmep neben hennep), Hemt „Hemd“, Hommel „Hammel“, Hommer „Hammer“, Jammer „Jammer“, jemein (jimein) „gemein“, komm' (kommen) „kommen“, Kommer „Kammer“, låhm „lahm“, määgen „mähen“, måk „(ich) mache“, Mart „Markt“, mein' (meinen) „meinen“, Merrick (Merreck) „Merrettich“, mœgen „mögen“, Müjj (Möö) „Mücke“, mütten „müssen“, premsen „vollstopfen“, Priem „Pfriem“, Rüüm „Reim“, Semp „Senf“ (mnd. sennep, sempschottelen), stumm „stumm“, tåhm „zahm“, tummel, tüümel „taumeln“, üm „um“, warm „warm“; Kammerråt „Kamerad“ (frz.), Kommoot (frz. comode), Lemmel (Lämmel) „Messerklinge“ (afrz. lemelle), Mattrass „Mätresse“ (frz.), Mou „Ärmel“ (afrz.), Münt „Minze“ (lat.) | mnd. m                                    |
| /n/         | n          | ballern „schleudern“, Been „Bein“, Bohn (Boon) „Bohne“, Doorn „Dorn“, dunn „damals“, Dunner „Donner“, Frünt „Freund“, Gorn „Garn“, gröön „grün“, Hartspann „Herzgespann“, Hinn „Henne“, jemein (jimein) „gemein“, jeståhn „gestehen“, klein „klein“, knippern „knüpfen“, Koorn „Korn“, Kroon „Kranich“, Löögener [lø:gŋ̩nɛ̯] „Lügner“, Nääs „Nase“, Nähjnåtel „Nähnadel“, nedder „nieder“, Nettel „Nessel“, Nööt „Nuß“, Nors „Arsch“ (< *(in)'n Års, o.ä.), Öllern „Eltern“, rein „rein“, sehn (seen) „sehen“, Sœhn „Sohn“, spallern „spalten“, Spööner „Späne“, unverwanns „unabsichtlich“; in Lehnworten: Inlett „Inlet“, Lienjål „Lineal“, Münt „Minze“ | mnd. n                                    |
|             | n          | binnt „(er) bindet“, Jesinn „Gesinde“, Kinner „Kinder“, un „und“ | /nn/ < mnd. -nd-                          |
| ~ [ŋ]       | ng, n(k)   | längst „längst“, Angst „Angst“, Hingst „Hengst“, lang „lange“, sing' (singen) „singen“, junk „jung“; Funken „Funken“, sinken „sinken“ (Pfaff 1898) | /n/ vor g oder k                          |
| ~ [n̩]       | n' (-en)   | begåden „Acker zurecht machen“, beköstijen „beköstigen“, binn' (binnen) „binden“, breiden „braten“, dähn' (dähnen) „dehnen“, deen' (deenen) „dienen“, dœsen „vor sich hinbrüten“, gröößen „grüßen“, kœn' „können“, leiden „leiten“, mein' (meinen) „meinen“, münn' (mütten) „müssen“, sääten „gesessen“, setten „setzen“, spreiden „spreiten, ausbreiten“, strieden „streiten“, verjääten „vergessen“, verkenn' (verkennen) „erkennen“, versüfften „verschmerzen“, Weiten „Weizen“; vgl. Verlust der Silbizität in houn „hauen“, irrn „irren“, warn „werden“ | mnd. -en                                  |
| ~ [n̩]       | n' (-en)   | Bessen „Besen“, Bodden „Boden“, Bussen „Busen“ | mnd. -em                                  |
| ~ [l̩]       | l' (-en)   | deel' (deelen) „teilen“, heel' (heelen) „heilen“, jessel' „Art des Backens“ (mnd. gerstelen), kettel' „kitzeln“, sœl' „sollen“, tummel', tüümel' „taumeln“, wriebel' „reiben“ | mnd. -en nach l                           |
| ~ [m̩]       | m' (-en)   | ääben „eben“, Åben „Ofen“, begåben „bewirten“, drieben „treiben“, dröömen (drööm') „träumen“, lööben, gelööben „glauben“, lääben „leben“, rieben „reiben“, sœben „7“, supen „saufen“ | mnd. -en nach b,p,m,v                     |
| ~ [ŋ̩]       | ng' (-en)  | berügen „bereuen“, blöögen „blühen“, bung' (buggen, bugen) „bauen“, dœgen „taugen“, dräägen „drehen“, drågen „tragen“, drütteggen „13“, föfteggen „15“, määgen „mähen“, mœgen „mögen“, liggen „liegen“, liegen „leihen“, Löögener [lø:gŋ̩nɛ̯] „Lügner“, jediggen „gedeihen“, Klugen „Knäuel“, Roggen „Roggen“, säägen „säen“, seggen „sagen“, stiegen „steigen“, strögen „streuen“, sugen „saugen“, teng' (teggen) „10“ (Pfaff 1898) | mnd. -en nach g oder (velarisiertem) Hiat |
| ~ [ŋ̩]       | -en        | bölken „brüllen“, brääken „brechen“, Funken „Funken“, sinken „sinken“ (Pfaff 1898) | mnd. -en nach k                           |
| /l/         | l          | Blei „Bleihe, Blei (Fisch)“, blöögen „blühen“, bölken „brüllen“, Büül „Beule“, Deel „Teil“, dull „toll“, Eller „Erle“, Flöüt „Flöte“, heel „heil“, Iel „Egel“, Inlett „Inlet“, Kerl „Kerl“, klein „klein“, Klie „Kleie“, Klugen „Knäuel“, Küül „Keule“, lääben „leben“, låhm „lahm“, lang „lang“, längst „längst“, Ledder „Leiter“, leiden „leiten“, Leihinn „Legehenne“, liegen „leihen“, liek (arch.) „gleich“, liggen „liegen“, Lodderbas „Faulpelz“, lööben, gelööben „glauben“, Löögener „Lügner“, Lüüd „Leute“, Oogenlett „Augenlid“, Solt „Salz“, steil „steil“, sülft „selbst“, Sülwer „Silber“, Teejeller „Ziegler“, Tejellie „Ziegelei“, Twellink „Zwilling“, vull „voll“, Wulf „Wolf“, Wull „Wolle“; Kallöör „Farbe“ (frz.), Kullrett „Vorhemd“ (frz.), Lemmel (Lämmel) „Messerklinge“ (frz.), Linjål „Lineal“ (frz.), Plääseer (frz. plaisir), Pöll „Schale“ (lat. pellis), Toolett „Toilette“ (frz.) | mnd. l                                    |
|             | ll         | ball "bald", ballern "schleudern, Biller "Bilder", holl' "halten", Öllern "Eltern", spallern "spalten" | /ll/ < mnd. -ld-                          |
| ~ [l̩]       | l', el     | Bööjel „Bügel“, eddel „edel“, Hassel „Hasel“, Hommel „Hammel“, Jüssel „junge Gans“, Nähjnåtel „Nähnadel“, Nettel „Nessel“, Töjel „Zügel“, Vågel „Vogel“, Wessel „Wechsel“; durråbel „dauerhaft“ (frz. durable), Lemmel (Lämmel) „Messerklinge“ (afrz. lemelle, mlat. lamella) | mnd. -el, -le                             |
| /r/         | r (rr)     | berügen „bereuen“, brääken „brechen“, Breef „Brief“, breiden „braten“, Brugerie, Bruërie „Brauerei“, Brüjj, Bröö „Brücke“, dräägen „drehen“, drågen „tragen“, drieben „treiben“, dröömen (drööm') „träumen“, drüdder „dritter“, Frääd „Friede“, Früünt „Freund“, gram „gram“, gröön „grün“, gröößen „grüßen“, Kriww „Krippe“, Kroon „Kranich“, Merrick (Merreck) „Meerrettich“, premsen „bremsen“, Priem „Pfriem“, Rääd „Rede“, rein „rein“, riek „reich“, Rist „Flachssträhne“, Roddoo „Rotauge (ein Fisch)“, Rœder „Räder“, Roggen „Roggen“, Rööw' „Rübe“, Röst „Rost (am Herd)“, Rüüm „Reim“, spreiden „spreiten, ausbreiten“, Stråt „Straße“, strieden „streiten“, strögen „streuen“, toröö „zurück“, Wookerer „Wucherer“; in Lehnworten: duråbel „dauerhaft“, Kammerråt „Kamerad“, Kullrett „Vorderhemd“, Mattrass „Mätresse“ | prävokalisches r                          |
|             | r          | rieben „reiben“ (mnd. wrîven), neben wriebel „reiben“ | mnd. wr-                                  |
| ~ [ɛ̯] ~ [a̯] | (e)r       | Acker „Acker“, Åder „Ader“, Ålbäär, Ollbäär „Storch“, Arbeit „Arbeit“, Arf „Erbe“, ballern „schleudern“, bår „bar“, Bark „Birke“, Bårt „Bart“, Biller „Bilder“, Botter „Butter“, Dœr, Döör „Tür“, Door „Tor“, Doorn „Dorn“, drüdder „dritter“, Dunner „Donner“, düüster „dunkel“, Eller „Erle“, Emmer „Eimer“, Etter „Eiter“, foorts „sofort“, Gorn „Garten“, Hartspann „Herzgespann“, heer „her“, Hommer „Hammer“, Jammer „Jammer“, Jefangener „Gefangener“, Kerl „Kerl“, Kesper „Kirsche“, Kieper „Küfer“, Kinner „Kinder“, knippern „knüpfen“, Kommer „Kammer“, Koorn „Korn“, kort „kurz“, Köster „Küster“, Ledder „Leiter“, Lodderbas „Faulpelz“, Löögener „Lügner“, Mart „Markt“, Meister „Meister“, nedder „nieder“, Nors „Arsch“, Öllern „Eltern“, Oort „Ort“, Päärd „Pferd“, Rœder „Räder“, spallern „spalten“, Spööner „Späne“, Start (Staat) „Schwanz“ (mnd. stert), Stieper „Pfeiler“, Sülwer „Silber“, Teejeller „Ziegler“, terbrääken „zerbrechen“, unverwanns „unabsichtlich“, verjääten „vergessen“, verkenn' (verkennen) „erkennen“, warm „warm“, warn „werden“, wedder „weder, wieder“, weer „wäre“, Wookerer „Wucherer“; In Lehnworten: Kallöör „Farbe“, Plääseer (frz. plaisir), Poort „Pforte“ (lat porta), Ziejår „Zigarre“ (frz) | postvokalisches r                         |

- Die Spirantisierung von /g/ zu [j] zeigt, dass mnd. -en in unbetonten Silben als [n̩] (ohne Vokal) artikuliert worden sein muss, da sonst vor mnd. e mp. [j] erscheint: Brüjj (Bröö) „Brücke“ < mnd. brügge, jedoch seggen (seng') „sagen“ < mnd. seggen. Dies gilt nicht für mnd. -el: Bööjel „Bügel“, das im mp. jedoch ebenfalls als [l̩] gesprochen wird. Aufgrund der Spirantisierung vor apokopiertem -e muss die Spirantisierung vor der Apokopie eingetreten sein.
- Die Assimilation von -len zu -(l)l' [ll̩] ist relativ jung und erst nach der Vereinfachung von ld zu ll eingetreten, daher holl' /*hɔll̩/„halten“ (mnd. hôlden), nicht */hɔln̩/. Dennoch findet sich auch die historisierende Schreibungen des ursprünglichen -n (Wenker schreibt z. B. falln „fallen“, willn „wollen“, wullen „wollten“[19]). Die Entwicklung von intervokalischem ld zu ll trat bereits vor der Apokopie ein, daher steht neben dem Adjektiv olt „alt“ (mnd. olt, mit Auslautverhärtung) das Adverb oll (mnd. olde, ohne Auslautverhärtung).
- Analog zur Assimilation von -len zu [ll̩] wird -ben, -wen, -men als [mm̩] (-pen als [pm̩]), -gen als [ŋŋ̩] (-ken als [kŋ̩]) sowie sonstiges -en als [n̩] artikuliert. Für die Gegenwart kann davon ausgegangen werden, dass die assimilierten Endungen (unter hochdeutschem Einfluss oder in Analogie mit Formen auf -n) von den Sprechern als Allophone von /n/ wahrgenommen werden, einen Lautunterschied beispielsweise zwischen -el [l̩] in tummel, tüümel „taumeln“ (für /n/) und -el [l̩] in Hommel „Hammel“ (für /l/) gibt es jedoch nicht.
- Mittelniederdeutsch intervokalisches d hat sich zu [r] entwickelt (werrer „wieder“, Pfaff schreibt allerdings wedder), das im Gegensatz zu /r/, das postvokalisch vokalisiert wird, jedoch stets als Vorderzungen-R artikuliert wird. Weiter zu [l] entwickelt scheint dieser Laut in Ålbäär, Ollbäär „Storch“ (mnd. ādebēre) (Pfaff 1898). Eine ähnliche Lautentwicklung von /r/ zu /l/ zeigt das Lehnwort Salwiëtt „Serviette“ (Pfaff 1898), dessen Entlehnung aus dem Französischen nach die Hiatvelarisierung zu datieren ist.
- In der Tabelle wird [ŋ] als Allophon von /n/ beschrieben, ist historisch jedoch auch mit /g/ verbunden, weshalb unter (mnd.) Auslautverhärtung [k] als Allophon von /g/ in -ng auftritt. Außerhalb dieser Lautverbindung ist [k] kein reguläres Allophon von [g], da in diesen Fällen zuvor /g/ zu [ɣ] spirantisiert wird, so dass als reguläres Allophon von /g/ unter Auslautverhärtung [ç] erscheint.
- Die Vokalisierung des postvokalischen /r/ wird hier durch -er umschrieben und nach Pfaff (1898) als [ɛ̯] angegeben, variiert aber nach Zeugnis der Wenkerbögen regional stark, wobei sich v. a. auch Schreibungen von historischem -er als -a finden. Nach /a/ gibt auch Pfaff als Lautwert lediglich eine Dehnung von /a/ zu [ɑ:] an, die hier als /a̯/ angegeben ist. Prävokalisches r wird als Vorderzungenlaut artikuliert.

### Flexionsmorphologie
Die mittelpommersche Morphologie ist unerforscht, scheint sich nach Zeugnis der Wenkerbögen aber nicht wesentlich vom Nordmärkischen zu unterscheiden. Charakteristisch ist Verlust des auslautenden -e (wie Nordmärkisch und Mecklenburgisch-Vorpommersch: mpomm.nmk. Jäns, Gäns „Gänse“), die Bewahrung von auslautendem -n (nåhmen „genommen“; wie Nordmärkisch und Mecklenburgisch-Vorpommersch, im Gegensatz zum Ostpommerschen naume), und das Ausbleiben des Präfix ge- in der Verbalflexion (mp. loopen; wie Nordmärkisch und Mecklenburgisch-Vorpommersch).

#### Verben
Es gibt keine systematische Beschreibung der mittelpommerschen Verbalmorphologie. Die folgende Tabelle speist sich einerseits aus Belegen bei Pfaff (1898, markiert mit [P]), andererseits aus den handgezeichneten Wenkerbögen (markiert mit [W]), aus denen die Paradigmen der Verbalflexion teilweise rekonstruierbar sind (eingeklammerte Formen sind, sofern sie keine regionale Varianten bezeichnen, erschlossen). Die Orthographie ist der Schreibung nach Krienke angepasst, s. Anmerkungen unten. Formen mit * sind nicht direkt in [P] und [W] belegt, aber analogisch erschlossen.
|                       | starke Flexion (Belege) | starke Flexion (Belege) | schwache Flexion (Belege) | schwache Flexion (Belege) | Modalverben | Modalverben | hebben „haben“       | wesen „sein“              | doon „tun“                  |
| --------------------- | ----------------------- | --- | ------------------------- | --- | ----------- | --- | -------------------- | ------------------------- | --------------------------- |
| Indikativ Präsens     |                         | |                           | |             | |                      |                           |                             |
| 1.sg                  | -Ø                      | schlå „schlage“, verståh „verstehe“ [W] binn „binde“, brääk „breche“, jääf „gebe“, nähm „nehme“ [P] | -Ø                        | glööw „glaube“ [W, P: auch lööw] lej, lei, lech „lege“, måk „mache“, båd „bade“, sej, sei, sech „sage“ [P] | -Ø          | will „will“ [W]                                                                                                  | heff (sw: hebb) [W]  | bin (nw: bün) [W]         | *do                         |
| 2.sg                  | -st                     | bittst „beißt“, breckst „brichst“, büttst „bietest“, hittst „heißt“, jeist „gehst“, jiffst „gibst“, nimmst „nimmst“, röppst „rufst“, spreckst „sprichst“, steckst „stichst“ [P]                                                                                     | -st                       | köppst „kaufst“, söökst „suchst“ [P] | -st         | müsst (o: musst) „musst“ [W] warst (waast) „wirst“ [P]                                                           | hest [W]             | bist (nw: büst) [W]       | *dost                       |
| 3.sg                  | -t                      | fängt „fängt“, versteit (o: versteht) „versteht“, ett „ißt“ [W] bitt „beißt“, bütt „bietet“, jifft „gibt“, nimmt „nimmt“, breckt „bricht“, binnt „bindet“, jedicht „gedeiht“, jeit „geht“, hängt „hängt“, schleit „schlägt“, steit „steht“, schwemmt „schwimmt“ [P] | -t                        | hört „hört“ [W] brennt “brennt”, drippelt “tröpfelt”, hout “haut”, wett “weiß”, stähnt “stöhnt”, ströüt “streut” [P] | -Ø          | will „will“ [W] mütt (o: mutt [so P]) „muss“, ward „wird“ [W, P] sa “soll” [P]                                   | hett [W,P]           | is [W,P], auch 's [P]     | deit (o: deet) [W] deit [P] |
| pl                    | -(e)n                   | fleegen „fliegen“, bieten „beißen“, ståhn „stehen“, gåhn „gehen“, sitten „sitzen“ (alle 3.pl) [W] | -(e)n                     | mägen „mähen“ (3.pl) [W] | -(e)n       | will' (willen) „wollt“, mööten (w: mütten) „müsst“, könn' „könnt“, darm' (darben) „dürft“ (alle 2.pl) [W]        | hebben (2./3.pl) [W] | sind (3.pl) [W]           | doon (3.pl) [W]             |
| Indikativ Präteritum  |                         | |                           | |             | |                      |                           |                             |
| 1.sg                  | (-Ø)                    | (vgl. Präsens und 3.sg) | (-D)                      | (vgl. Präsens und 3.sg) | (-D)        | (vgl. Präsens und 3.sg)                                                                                          |                      | *weer, *was (vgl. 3.sg.)  | *deer (vgl. 3.sg.)          |
| 2.sg                  | (-st)                   | (vgl. Präsens und 3.sg) | (-Dst)                    | (vgl. Präsens und 3.sg) | (-Dst)      | (vgl. Präsens und 3.sg)                                                                                          |                      |                           |                             |
| 3.sg                  | -Ø                      | keem „kam“ [W] | (-D)                      | (vgl. deer „tat“, wull „wollte“, dücht „däuchte“) | -D          | wull „wollte“ (vgl. deer)                                                                                        |                      | weer (o: was) [W] was [P] | deer [W]                    |
| pl                    | -(e)n                   | keemen „kamen“ (1.pl.), leegen „lagen“ (3.pl) [W] | (-D[e]n)                  | (vgl. wullen „wollten“) | -D(e)n      | wullen „wollten“ (3.pl)                                                                                          |                      |                           |                             |
| Konjunktiv Präteritum |                         | |                           | |             | |                      |                           |                             |
| 1.sg                  | -Ø / -                  | bünn zu „binden“, stürw’ zu „sterben“ [P] | (-D)                      | (vgl. Indikativ) | -D          | würr „würde“ [P]                                                                                                 |                      | weer [P]                  |                             |
| 2.sg                  | (-st)                   | (vgl. Indikativ) | (-Dst)                    | (vgl. Indikativ) | (-Dst)      | (vgl. Indikativ)                                                                                                 |                      |                           |                             |
| 3.sg                  | -Ø / -                  | bünn zu „binden“, stürw’ zu „sterben“ [P] | -D                        | dücht „däuchte“[P] | -D          | würr „würde“ [P]                                                                                                 |                      | weer [P]                  |                             |
| pl                    | (-[e]n)                 | (vgl. Indikativ) | (-D[e]n)                  | (vgl. Indikativ) | (-D[e]n)    | (vgl. Indikativ)                                                                                                 |                      |                           |                             |
| Imperativ             |                         | |                           | |             | |                      |                           |                             |
| sg                    | -Ø                      | gåh „geh“, blief „bleib“ [W] | -Ø                        | segg „sag“ [W] |             | |                      | wes [W]                   | do [W]                      |
| pl                    | k.a.                    | | k.a.                      | |             | |                      |                           |                             |
| Infinite Formen       |                         | |                           | |             | |                      |                           |                             |
| part.(prt.)           | -en                     | bråken „gebrochen“, fallen „gefallen“, storben (so: storwen) „gestorben“, kåmen „gekommen“, stålen „gestohlen“, bläben (o: bläwen) „geblieben“, funnen „gefunden“ [W] bunn’ “gebunden”, schåten “geschossen”, säten „gesessen“ [P]                                  | -t                        | brennt „gebrannt“, seggt „gesagt“, leert „gelernt“, kennt „gekannt“, bestellt „bestellt“, vertellt „erzählt“, bröcht (sw: brocht) „gebracht“, föhrt „gefahren“ [W] buucht „gebaut“, jäärft, garft „gegerbt“, inbööt „eingebüßt“, „eingeheizt“ [P] | (-t)        | (vgl. schwache Flexion)                                                                                          |                      | west [W]                  | dån [W]                     |
| inf.                  | -(e)n                   | gåhn „gehen“, ståhn „stehen“, wassen „wachsen“, driewen (w: drieben) „treiben“, spräken „sprechen“ [W] | -(e)n                     | seggen „sagen“, nägen „nähen“, måken „machen“, schriggen (w: schriën) „schreien“, buggen (sw: buën) „bauen“, verkööpen „verkaufen“ [W] jediggen “gedeihen”, strögen “streuen”, brenn’ „brennen“ [P]                                               | -(e)n       | warn „werden“ [W] mütten „müssen“, kœn’ „können“, darn „dürfen“, mœgen „mögen“, sœl’ „sollen“, warn „werden“ [P] | hebben [W,P]         |                           | doon [W]                    |

Anm.:
- Die Orthographie der Tabelle ist aus der Orthographie von Georg Wenker korrigiert. Abweichungen:
  - Er schreibt oa für å (aber auch für den mittelmärkischen Diphthong), daher im Original schloa „(ich) schlage“ usw. statt schlå.
  - Er schreibt die Vokalisierung des r nach Vokal (daher föet für föhrt „gefahren“, wea für weer „war“, leat für lehrt „gelernt“, wad für ward „wird“).
  - Das in seiner Schreibung z. T. auftretende -en (Wenker schreibt meist -n) bezeichnet keinen Vokal, sondern den nachfolgenden Nasal als silbisch. Der Nasal selbst ist nach Velar assimiliert zu ŋ, nach Plosiv m, nach l l. Oftmals wird auch der vorangehende Konsonant assimiliert, die Wenkerschen Gegensatzpaare bläben - bläwen usw. sind daher rein orthographisch, da hier sowohl w als auch b zu m assimiliert werden (dies gilt nicht für den analogen Unterschied zwischen heff und hebb, dieser hat vermutlich die Schreibung beeinflusst). Wenker schreibt willn „(ihr) wollt“ statt willen (will’), mööten „(ihr) müsst“ als mötn. Sein könn „(ihr) könnt“ ist hier als könn’ wiedergegeben, sein darm „(ihr) dürft“ als darm’ (darben)
  - Wenker schreibt Langvokale in offenen Silben meist nicht aus, er gibt daher deit, deet „(er) tut“ als deit, det; fleegen „fliegen“ als flegen, mööten „(ihr) müsst“ als mötn, leegen „(sie) lagen“ als legen, verkööpen „verkaufen“ als verköpen.
  - Wenker schreibt gespanntes langes o z.T. als oh, schreibt daher doon „(sie) tun“ als dohn. Wenkers Schreibung do „tu!“ ist beibehalten. Es handelt sich um ein gespanntes langes o, aber die Einfachschreibung entspricht der konventionellen Schreibung von Funktionsworten.
  - Wenkers Schreibung von ä für ungespanntes e ist beibehalten.
  - Wenker schreibt teilweise h in stoahn „stehen“, nicht jedoch in stoa „(ich) stehe“. Das ist ausgeglichen zugunsten einer Schreibung mit h (ståhn, ståh).
- Das Mittelpommersche verwendet wie Nordmärkisch und Mecklenburgisch-Vorpommersch einen Einheitsplural.
- Der Konjunktiv Präsens scheint nach Wenker mit dem Indikativ zusammengefallen zu sein. Dies gilt wahrscheinlich nicht für den Konjunktiv Präteritum. So interpretiert Pfaff (1898, S. 4,21) das (von Wenker geographisch gedeutete) Nebeneinander von was und weer für 3.sg.ind.prt. als eine Unterscheidung zwischen Indikativ (was „(es) war“) und Konjunktiv (weer „(es) wäre“).
- Die wenig einheitlichen Präteritumsformen der schwachen Flexion, die hier mit -D- umschrieben wurden, gehen auf kontextuell unterschiedliche Assimilation von mnd. -(e)de zurück
  - -r (nach Vokal): deer „tat“ < *dede. Im Wenkeratlas nicht erfasst sind harr, harrst, harr, harren aus hadde, haddest, hadde, hadden „hatte, hattest, hatte, hatten“, allerdings enthalten die Wenkerbögen selbst die Entsprechung von „hatten“ 3.pl.ind.prt., meist geschrieben als harrn (o. ä.), z. T. auch als hadden.
  - -Ø (nach r oder d): weer „wäre; war“, würr „würde“; vgl. a. warn „werden“
  - -l (nach l): wull (richtiger/älter wull‘) < *wullde, wullen < *wullden
  - -t (nach Konsonant): dücht „däuchte“. Bei Wenker nicht belegt ist -(e)de nach Frikativen oder stimmlosen Konsonanten. Die Assimilationsform ist dann nicht -r oder -l, sondern -t, etwa in seggten (1.2.3.pl.ind.prt, nicht bei Wenker).
- Bis auf Details der Schreibung entspricht das hier aus Pfaff und Wenker erschlossene Paradigma den Angaben von Mackel (1905) für den Dialekt der Prignitz,[37] vgl. Konjugation des Nordmärkischen.

#### Nomina
Die Kasusmorphologie ist gegenüber dem Mittelniederdeutschen stark vereinfacht. Wie im Nordmärkischen und Mecklenburgisch-Vorpommerschen ist der Genitiv geschwunden und Akkusativ und Dativ sind zusammengefallen. Die folgende Tabelle gibt normalisierte Formen nach Pfaff (P) und Wenker (W) an, bei letzterem die ursprüngliche Schreibung (sofern abweichend) in Klammern. Grammatisches Genus wird im Plural nicht unterschieden.
|     | Masc | Masc                                                                                                | Neut     | Neut | Fem     | Fem | Pl     | Pl                           |
| --- | ---- | --------------------------------------------------------------------------------------------------- | -------- | --- | ------- | --- | ------ | ---------------------------- |
| Nom | -Ø   | Åben „Ofen“ (P)                                                                                     | -Ø       | Ööwer „Ufer“ (P) | -Ø      | Fruu “Frau”, Åder „Ader“, Åhr „Ähre“, Angst „Angst“, Arbeit „Arbeit“, Bark „Birke“, Blei „Bleihe, Blei (Fisch)“, Bohn (Boon) „Bohne“, Böök „Buche“, Botter „Butter“, Brugerie, Bruërie, Bruuerie „Brauerei“, Burch „Burg“, Büül „Beule“, Schüün “Scheune”, Uul “Eule” (P) | -Ø     | Funken „Funken“ (P)          |
| Nom | -Ø   | Åben „Ofen“ (P)                                                                                     | -Ø       | Ööwer „Ufer“ (P) | -’      | Brüjj, Bröö „Brücke“, Ei, älter Ej „Egge“, Hars’ (Has’) „Hirse“, Hœj’ „Freude“, Kriww „Krippe“, Müjj, Möö „Mücke“, Rööw’ „Rübe“, Rääd „Rede“, Scheid „Scheide“, Schiew „Scheibe“, Wied’ „Weide“ (P)                                                                       | -’     | Dåg’ „Tage“, Hœw’ „Höfe“ (P) |
| Dat | -’   | bi Dåg’ „bei Tage“ (P)                                                                              | -Ø (-’?) | Huus (Hūs, Hus) „Haus“ (W) | -Ø -’   | (analog zum Nominativ) | -Ø, -’ | (analog zum Femininum)       |
| Akk | -Ø   | Åben (Oben) „Ofen“, Päper (w: Päpar, o: Päpe) „Pfeffer“, Korf „Korb“, Döst (s,so: Dost) „Durst“ (W) | -Ø       | Wåter (Woater) „Wasser“, Solt „Salz“, Enn „Ende“, Broot (Brōt) „Brot“, bäten (w. bääten, o. bäätke, sw. bäätschen), Dörp „Dorf“, Kårn (Koarn) „Korn“ (W) | -Ø (-’) | Husdœr „Haustür“, Kœk „Küche“ (P) | -Ø, -’ | (analog zum Femininum)       |

Anm.:
- Obwohl Dativ und Akkusativ zusammengefallen sind, haben, v. a. in festen Redewendungen und in Verbindung mit Präpositionen, ursprüngliche Dativformen weiterhin Bestand und sind daher hier ausgewiesen. Das ist jedoch historisierend: In ihrer syntaktischen Funktion unterscheiden sich ursprüngliche Dativformen nicht von ursprünglichen Akkusativformen. Bei Pronomina ist im Zusammenfall beider Kasus sogar die Regel, so dass dort eher Akkusativformen geschwunden sind. Aus syntaktischer Sicht richtiger wäre daher, dem Nominativ einen Objektkasus gegenüberzustellen.
- In der Tabelle bezeichnet -’ die sog. Überlänge, die durch Ausfall eines mittelniederdeutschen -e am Wortende entstanden ist, d.h.
  - der Konsonant am Wortende unterliegt nicht der regulären Auslautverhärtung (Hœj’ „Freude“, nicht *Hœch) oder ist ggf. assimiliert (vgl. oll „alt (adv.)“ neben olt „alt (adj)“, beides aus zugrundeliegendem old),
  - auslautendes -n, -m oder -l wird gedehnt und silbisch (/nņ/ usw.),
  - Tondehnung eines vorangehenden Kurzvokals (Dåg’ dat. neben Dach nom. „Tag“)
- Pfaff und Wenker sind eher an Phonologie interessiert, weniger an Morphologie, insofern ist das durch sie gegebene Bild verzerrt. Insbesondere fehlt die häufige Akkusativ-/Dativ-Endung -en, die etwa bei Hill (1868) gut belegt ist, z. B. in den Eigennamen wie Hans’n (akk., neben Hans nom.dat.) und Glöden (akk.dat., neben Glöd’ nom.).[38] Diese Form erklärt auch das Entstehen von mp. Kœk „Küche“ aus älterem *Kœken und lat. coquīna, da hier der Nasalsuffix als Flexionsendung reanalysiert und ein neuer Nominativ gebildet wurde.

#### Pronomina
Pronomen treten in vollen und reduzierten (klitischen) Formen auf. Diese gehen vereinzelt auf unterschiedliche Grundformen zurück. So gibt Pfaff (1898, S. 3) das Personalpronomen der 3.sg.m. („er“) mit hee an, jedoch seine klitische Form mit -er (-e, bei Pfaff ɐ̤, sonst stets aus mnd -er): woorer henjeit „wo er hingeht“ (Pfaff 1898, S. 4).
Bei Hill (1868) und Keller (1871, 1872, 1877) belegt sind folgende Personalpronomen:
|     | 1.sg          | 2.sg     | 3.m.sg | 3.n.sg  | 3.f.sg       | 1.pl         | 2.pl | 3.pl    | refl       | Quelle   |
| --- | ------------- | -------- | ------ | ------- | ------------ | ------------ | ---- | ------- | ---------- | -------- |
| nom | ick, 'ck ['k] | du, 't   | he     | (et) 't | se [s']      | wi, wie ['w] | ji   | se, s'  |            | (Hill)   |
| nom | ick, 'ck ['k] | du, 't   | he     | (et) 't | se [s']      | wi, wie ['w] | ji   | se, s'  | (Keller)   |          |
| akk | mi [mie]      | di, 't   | em, 'm | [et] 't | se, s'; ähr  | uns          | (ju) | ähr     | sich [sik] | (Hill)   |
| akk | mi [mie]      | di [die] | em     | [et] 't | se (s')      | uns          | (ju) | se (s') | sich [sik] | (Keller) |
| dat | mi [mie]      | di, 't   | em, 'm | (et) 't | se (s'); ähr | uns          | ju   | ähr     | sich       | (Hill)   |
| dat | mi [mie]      | di [die] | em, 'n | (et) 't | ehr          | uns          | ju   | ehr     | sich       | (Keller) |

Anm.:
- Das neutrale Personalpronomen ist bei Hill nur als Klitikum belegt, historisch aber als et gesichert und bei Keller so auch belegt. Hier liegt ein Zusammenfall mit dem Demonstrativpronomen dat vor, das ebenfalls zu ’t klitisiert wird und das betonte neutrale Personalpronomen auch funktional zu ersetzen scheint.
- Rund geklammerte Formen sind erschlossen. Eckig geklammerte Formen sind nur bei Keller belegte Nebenformen oder alternative Schreibungen.
- Die Entwicklung des Reflexivpronomens aus älterem *sik entspricht der von -lich (bzw. -lij) aus älterem *-lik in der Bildung von Adjektiva. Beides könnte hoch- bzw. mitteldeutschen Einfluss anzeigen, jedoch ist lautlich nicht hochdeutsches /x/, sondern niederdeutsches /g/ [j] mit Auslautverhärtung anzusetzen. Dies wird in der Flexion von Adjektiva auf -lich (-lijen) deutlich. Das bei Keller (1877) belegte sik dient ihm zur Kennzeichnung einer Sprecherin des Mecklenburgischen.
- Inwiefern se und ähr (ehr) für 3.f.sg und 3.pl einen Unterschied zwischen Dativ und Akkusativ markieren ist unklar, bzw. nur durch Keller, nicht aber durch Hill gestützt. Für den verwandten Dialekt der Prignitz beschreibt Mackel (1907)[43] den Unterschied zwischen beiden Formen mit Emphase, wonach mit ehr eine besondere Betonung verbunden ist. Dies scheint dem Gebrauch bei Hill zu entsprechen. Eine Trennung beider Formen nach Kasus bei Keller kann auch durch schriftdeutschen Einfluss erklärt werden.

### Wortbildung
Das Mittelpommersche nutzt Derivation als auch Komposition in ähnlicher Weise wie das Deutsche, jedoch teilweise mit anderen Morphemen.

#### Bildung von Adjektiven
- -ich entspricht historisch hd. und mnd. -ig, in flektierten Formen daher -ijen usw., nicht *-ichen.
  - bildet Adjektive aus Nomen. Pfaff (1898) listet u. a. schmalitzich „schmächtig“, dreckich „dreckig“, grassich „grasig“, soltich „salzig“, waraftich „wahrhaftig“, sowie (mit Umlaut) nåmenkünnich „mit Namen, namhaft“, nöödich „nötig“, jedüllich „geduldig“, fœdennich „faserig“ (von Fåden „Faden“), dickbüükch „dickbäuchig“.
  - bildet Adjektive aus Verben. Pfaff (1898) listet jedoch nur Belege in Kombination mit anderen Morphemen u. a. glöögenich „glühend“ (aus dem mnd. Partizip Präsens) und gruuserich „grausig“ (-er-ich); ollwerrich „albern“ ist evtl. mitteldeutsch.
- -erich bildet Adjektive aus Nomen, wohl über eine verbale Zwischenform. Pfaff (1898) listet u. a. biestrich, biesterich „leicht zu verfehlen“ (zu Biest, vgl. norddeutsch verbiestern „sich verirren“[44]) und röökerich, röökrich „räucherig“ (zu Rook „Rauch“ und röökern „räuchern“).
- -lich entspricht funktional dem hd. -lich und mnd. -lîk, ist jedoch analogisch an -ich angeglichen, in flektierten Formen daher -lijen usw., nicht *-lichen
  - bildet Adjektive aus Verben. Pfaff (1898) listet u. a. terbrecklich „zerbrechlich“, wabbellich „weichlich“, wågellich „tollkühn“, mœjellich „möglich“.
  - bildet Adjektive aus Adjektiven. Pfaff (1898) listet u. a. jöötlich „gütlich“.
- -sch bildet v. a. Adjektive zur Bezeichnung von Personen. Pfaff (1898) listet u. a. poddülsch „täppisch“.
- Zur Komparation von Adjektiven dienen wie im Deutschen -er und -st, vgl. bei Pfaff (1898) weenjer, weenijer „weniger“ und bei Wenker bäter „besser“ und luuder (südöstlich luujer) „lauter“, sowie meisten „meisten“
- Das Partizip (Präteritum) dient zur Bildung von Adjektiven. Pfaff (1898) listet u. a. jäärft „geerbt; gegerbt“ (S. 34), jeschöüt (jischöüt) „gescheit“; als Partizip auch „gescheut“ und jefangen „gefangen“ (wovon dann Jefangener).
- Das Partizip Präsens ist im Mittelpommerschen nicht mehr produktiv, weshalb ursprüngliche Partizipialformen verdeutlichend durch andere Morpheme markiert werden. Pfaff (1898, S. 45) listet insbes. glöögenich „glühend“.
- -t bildet wie im Deutschen Ordinalzahlen aus Kardinalzahlen, z. B. sösster „sechster“ (Pfaff 1898, S. 38)

#### Bildung von Nomina
- -er bezeichnet das Agens einer Aktivität (Teejeller „Ziegler“, Muurer „Maurer“, Löögener „Lügner“, Huuserer „Hausierer“, Määjer „Mäher“, Schnieder „Schneider“, Wookerer „Wucherer“; vgl. Köster „Küster“, Jefangener „Gefangener“) (Pfaff 1898, S. 8-9, 17, 44-45)
- -(er)ie bezeichnet den Ort einer Aktivität (Teejellie „Ziegelei“, Bruerie, Brugerie „Brauerei“) oder Abstrakta (Schwienerie „Schweinerei“), vgl. Pfaff 1898, S. 44–45.
- -el bezeichnet Patiens oder Instrument einer Aktivität (Bööjel „Bügel“, Töjel „Zügel“) (Pfaff 1898, S. 45)
- Diminuitiva werden durch -ken gebildet (Lüüdkes „Leutchen“, Buurken, Buerken „Vogelbauer“; Pfaff 1898, S. 4, 10), ein älteres Suffix ist auch "-el (Jüssel „junge Gans“, Pfaff 1898, S. 31)
- je- bildet Abstrakta (Jehüüs "Gehäuse", Pfaff 1898, S. 42)
- Nominale Nullableitungen von Verben beinhalten Hou „Haue“, Deel „Teil“, Rääd „Rede“, Heel „Heil“, Piep „Pfeife“ (Pfaff 1898, S. 20, 23, 45)

#### Bildung von Verben
- -ijen bildet Verben von Nomen (über adjektivisches -ich) oder Adjektiven (jedullijen „gedulden“, künnijen „kündigen“, tåmijen „zähmen“, nöödijen, nöögen „nötigen“; vgl. beköstijen „bewirten“; Pfaff 1898, S. 28, 42-43)
- -eln bildet Verben von Nomen (be-ööjel „beäugeln“, drippel „tröpfeln“; Pfaff 1898, S.3,46; in der von Pfaff beschriebenen Varietät wird n nach l assimiliert).
- -en bildet Verben aus Adjektiven (låhm’, låhmen „lahmen“ zu låhm „lahm“; heel’ „heilen“; Pfaff 1898, S. 3, 23) und Nomen (gråsen zu Gras "Gras", pöllen zu Pöll "Schale", vgl. uutfacken "mit Fächern versehen" zu Fack "Fach"; Pfaff 1898, S. 28, 38, 45)
- -ern bildet Intensiva (spallern "spalten", ballern "schleudern", knippern "knüpfen"; Pfaff 1898, S. 35, 39)
- -eern bildet Verben in romanischen Lehnworten (schaneern „genieren“, risneern „raisonieren“; vgl. Huseerer „Hausierer“) (Pfaff 1898, S. 5, 49)

#### Verbalpräfixe
Verbalpräfixe dienen wie im Hochdeutschen zur Bildung von Verben aus anderen Verbformen bzw. treten in Verbindung mit Affixen auf, die Verben bilden.
- be- v.a. in denominalen Verben (begåben "bewirten", berügen "bereuen", beköstijen "bewirten", beööjel "beäugeln"; Pfaff 1898, S. 3, 29, 42)
- ter- entspricht hd. zer- (terbräken "zerbrechen", terknoutschen "zerknittern"; Pfaff 1898, S. 24, 44)
- ver- ist hoch produktiv und wird auch auf Fälle angewendet, in denen es anderen Morphemen im Hochdeutschen entspricht (verkünnijen “verkünden” zu künnjen “kündigen”, verkenn’/verkennen “erkennen” statt mnd. erkennen, verschuigen/verschuugen “verscheuchen”, versüfften “verschmerzen”, vertöörn’ “erzürnen”; Pfaff 1898, S. 10, 30, 34, 42, 44)
- er- ist hochdeutschen Ursprungs, nach Pfaff 1898 (S. 48) ist z.B. ereegen "ereignen" eine "halb hd. nachbildung". Regulär entspricht hd. er- einem mp. ver-.

### Syntax
Die mittelpommersche Syntax wurde nicht gezielt wissenschaftlich untersucht.

#### Umstellungen im Verbalkomplex
In einer Untersuchung des Verbalkomplexes aller brandenburgischen Dialekte und Regiolekte beobachtete Weber (2014), dass neben der Standardvariante auch Umstellungen zulässig sind:
- wenn wi Kinner denn rutjahn sind „wenn wir Kinder dann rausgegangen sind“ (wie Schriftdeutsch)
- as ick Murer bin west „als ich Maurer gewesen bin“ (wörtlich: „... bin gewesen“)

Das Phänomen existiert auch im Mittelpommerschen in Vorpommern, bedauerlicherweise sind in Webers Studie (und dem zugrundeliegenden Korpus) die jeweiligen Dialekte nicht ausgewiesen, die o. g. Beispiele sind aufgrund ihrer Lautung entweder nordmärkisch oder (in der Uckermark gesprochenes) mittelpommersch, können aber sprachlich nicht eindeutig zugeordnet werden.

#### do-Periphrase
Zum Beispiel belegt bei Pfaff (1898):
- wenn’t nu brenn’ deit „wenn es nun brennt“ (Pfaff 1898, S. 4)

#### Klitisierung
Pronomen und Funktionswörter treten oft klitisiert auf:
- Dat’s wo bäter! „Das ist wohl besser!“ (Pfaff 1898, S. 5)
- wenn’t nu brenn' deit „wenn es nun brennt“ (Pfaff 1898, S. 4)
- ’t brennt „es brennt“ (Pfaff 1898, S. 4)
- hee hett’t „er hat es“ (Pfaff 1898, S. 6)
- ’n nie Huus „ein neues Haus“ (Pfaff 1898, S. 4)

Bei Klitisierung unterbleibt die Auslautverhärtung:
- glööwik „glaub’ ich“ (Pfaff 1898, S. 4)
- waser (wase) „war er“ (Pfaff 1898, S. 4)

Bei Klitisierung unterbleibt der Hiat:
- woorer henjeit „wo er hingeht“ (Pfaff 1898, S. 4)
- Wenner nuu doot is „Wenn er nun tot ist“ (Pfaff 1898, S. 6)

### Lexik
Ausgewählte Lehnworte beinhalten:
- Kallöör „Farbe“, frz. couleur (Pfaff 1898, S. 5)

## Sprachgeschichte
Das Pommern der Vor- und Zwischenkriegszeit wurde kulturräumlich seit Robert Holstens sprachgeographischen Arbeiten (beginnend 1913) in West-, Mittel- und Ostpommern unterteilt. Westpommern umfasst dabei den größten Teil Vorpommerns bis etwa zur Zarow im Süden und schließt sich dialektal eng an Mecklenburg an. Mittelpommern umfasst vor- wie hinterpommersches Gebiet auf beiden Ufern der Oder. Mundartliche Merkmale weisen bzw. wiesen hier eher Ähnlichkeiten zur Mark Brandenburg im Süden auf, weswegen auch vom „mittelpommerschen Keil“ gesprochen wird, der sich als Ergebnis mittelalterlicher niederfränkisch-märkischer Kolonisation entlang der Oder von Süden her zwischen die eher niedersächsisch geprägten Küstengebiete geschoben habe. Weiter östlich folgte (mit einem breiten Übergangsgebiet zwischen Ihna und Rega) Ostpommern, d. h. in etwa das mittlere und östliche Hinterpommern, das wiederum eher auf niedersächsische Besiedlung zurückgeführt wurde, das Ostpommersche.
Im 12. und 13. Jahrhundert erfuhr das Reichslehen Pommern im Zuge der Eingliederung in die kirchlichen und weltlichen Strukturen des Reiches und die massive Ansiedlung von Deutschen und Flamen im Zuge der Ostsiedlung eine sowohl demographische als auch eine wirtschaftliche und kulturelle Zäsur. Es wurde Teil des niederdeutschen Sprachraums. Förderer dieser Entwicklung waren die Herzöge aus dem slawischen Haus der Greifen, die Einwohnerzahl und Steuerkraft ihres Lehens steigern wollten. Zahlreiche Klöster, Städte und Dörfer wurden neu gegründet oder erweitert und damit in etwa die heutige Besiedlungsstruktur geschaffen. Die Herkunft der jeweiligen Siedler ist teilweise an der Wahl des jeweiligen Stadtrechtes zu erkennen. Stärker niedersächsisch geprägte Kolonisation geht mit Lübischem Recht (1234 Stralsund, 1250 Greifswald, 1255 Kolberg (Kołobrzeg), 1259 Wolgast, 1262 Greifenberg (Gryfice)), stärker märkisch-westfälisch geprägte Kolonisation mit Magdeburger Recht (1243 Stettin (Szczecin), 1243/53 Stargard, 1260 Pölitz (Police)). Mit der 1295 erfolgten Teilung des Herrschaftsgebietes der Greifen in die Fürstentümer Stettin (binnenländischer Teil beiderseits der Oder und südlich des Stettiner Haffs) und Wolgast (Küstengebiete, in Vorpommern nördlich der Peene einschließlich Demmin und Anklam) erfolgte die politische Abtrennung des mittelpommerschen Gebietes von Vorpommern. Parallel dazu erhoben die Markgrafen von Brandenburg nach dem Ende der dänischen Lehnshoheit über Vorpommern 1227 Ansprüche auf die Lehnshoheit über Pommern, und stießen insbesondere mit dem Ziel, die Oder zu kontrollieren, nach Norden vor. Diese politische Gesamtkonstellation schlägt sich in der Lage und den Merkmalen des Mittelpommerschen als einem Nordvorstoß des Märkischen nieder.
Nach massiver Entvölkerung im Zuge des Dreißigjährigen Krieges kam Hinterpommern 1648 an Brandenburg. Der nachfolgende Wiederaufbau und die Ansiedlung von v. a. französischen Glaubensflüchtlingen erfolgte analog zur Entwicklung in der Uckermark, wodurch sich die Anbindung des Mittelpommerschen an das Märkische weiter festigte. Über das Märkische gelangten auch mitteldeutsche Formen in das Mittelpommersche. Dementsprechend nutzte das Mittelpommersche (wie das Nordmärkische) im 20. Jh. mitteldeutsch geprägte Formen wie sich, uns, und sall anstelle von älterem sick, oos (uus) und schall („sich“, „uns“, „soll“).
Im Zuge der sozioökonomischen Veränderungen, der Aufhebung der Leibeigenschaft und der Industrialisierung, befindet sich der Dialekt seit dem 19. Jh. auf dem Rückzug und wurde zunehmend durch die hoch- bzw. mitteldeutschen Stadtvarietäten von zunächst Stettin, später Berlin, ersetzt. Um 1900 wurde das „[r]ein[e] ... mp. heute nur noch von der landbevölkerung gesprochen. In Stettin und den kleineren städten der gegend spricht auszer den gebildeten auch der mittelstand ein mehr oder weniger dialectfreies hd. Selbst in den unteren ständen der älteren stadtteile Stettins ist das nd. fast ganz geschwunden, auszer bei den schiffern.“ (Pfaff 1898, S. 1)
Diese Tendenzen haben sich nach dem Ersten Weltkrieg intensiviert. Nach dem Zweiten Weltkrieg wurde das Sprachgebiet des Mittelpommerschen auf ein schmales Restgebiet westlich der Oder reduziert, der Zuzug von (dialektal anders geprägten) Neubauern und die Aufgabe der Hofwirtschaft im Zuge der Kollektivierung der Landwirtschaft haben die öffentliche Nutzung des Dialektes als allgemeines Kommunikationsmittel stark eingeschränkt. Die seit der Wende einsetzende Landflucht hat die Situation weiter verschärft.
Das Lautbild hat im Zuge dieser Veränderungen deutliche Wandlungen erfahren. Insbesondere ist der um 1900 noch beobachtete Diphthonge ou /ɔu̯/ (z. B. in Aust „Ernte“) durch au ersetzt worden, das wie im Standarddeutschen gesprochen wird. Eine Ausnahme stellen hier Ortsnamen auf -ow dar, da deren Schreibung noch während des 19. Jh. standardisiert wurde und die damalige Lautung (auch im Hochdeutschen) bewahrt.
Außerhalb seines historischen Sprachgebiets hat das Mittelpommersche wahrscheinlich das in den USA gesprochene Wisconsin Pomeranian beeinflusst, das auf Auswanderer aus dem 19. Jh. zurückgeht. Insbesondere gilt das für die Varietät von Stettin in Wisconsin (Marathon County), in der ebenfalls die Diphthongierung von mnd. ê und ô unterbleibt (twee „zwei“, Knee „Knie“, Eeke „Eiche“, Koh „Kuh“, Stool „Stuhl“).

## Sprachdokumentation und drohender Sprachtod
Der mittelpommersche Wortschatz ist im pommerschen Wörterbuch berücksichtigt, sowie (sofern Teile der Uckermark als Mittelpommersch angesehen werden) im Brandenburg-Berlinischen Wörterbuch. Auch ein Ortswörterbuch wurde vorgelegt (Wolff 2020, für Gartz/Oder).
Die Grammatik des Mittelpommerschen ist weitgehend unerforscht, mit Pfaff (1898) liegt lediglich eine Arbeit zur (historischen) Vokalphonologie des Mittelpommerschen vor, sowie eine Reihe volkskundlicher Schriften aus der ersten Hälfte des 20. Jh. Daneben hat sich eine Dialektliteratur entwickelt, allerdings v. a. in der Uckermark.
Die heutige Situation ist weitgehend analog der (sprachlich z. T. zum mittelpommerschen gehörigen) Uckermark, wo der Dialekt gegen Ende der DDR-Zeit als relativ gut bewahrt galt (Bock & Langner 1989, S. 238), und auch heute noch gesprochen wird, jedoch fast ausschließlich von Personen, die vor 1975 geboren wurden. In der Uckermark wurde gemäß einer Erhebung Mitte der 1990er Jahre „von 5-15% der Bevölkerung regelmäßig oder gelegentlich platt gesprochen ... [, jedoch u]nter Jugendlichen ist die Beherrschung des Plattdeutschen eine seltene, kaum auffindbare Ausnahme.“ Allerdings galt das Mittelpommersche schon in den 1960er Jahren als weitgehend unrettbar, denn von den „fünf große[n] Mundartgebiete[n] (des Ostniederdeutschen) ... können wir das Mittelpommersche teilweise und das Ostpommersche sowie das Niederpreußische ganz ausscheiden, da sie durch die Schuld des deutschen Imperialismus nur noch historische Bedeutung besitzen.“
In Mecklenburg-Vorpommern wird das Plattdeutsche zwar gezielt gefördert, etwa im Rahmen der Schulbildung, allerdings konzentriert sich diese Förderung auf das Mecklenburg-Vorpommersche, das den Mehrheitsdialekt des Bundeslandes darstellt, sich vom Mittelpommerschen aber sprachlich stark unterscheidet. Selbst auf Ebene der Landkreise ist das Mittelpommersche nirgends Mehrheitsdialekt. In der Vergangenheit führte die Übermacht des Mecklenburg-Vorpommerschen (und das Vorbild von Fritz Reuter) dazu, das mittelpommersche und andere märkische Texte vor Drucklegung „zwangsmecklenburgisiert“ wurden, so z. B. sind Emil Sydow's (1922), Schnickschnack - Lütte Vertellsels in'n Uckermarkschen Platt. Upschreiwen von Emil Sydow, herausgegeben in Parchim, gerade nicht im Uckermärker Platt (bzw. zumindest nicht darin gedruckt), wie schon im Titel erkennbar wird (lütt statt klein, Diphthong in upschreiwen). Ähnlich gilt das für Fritz Godow, der zwar im Kreis Greifenhagen bzw. in Stettin sozialisiert war, aber mecklenburgisch-vorpommersch schrieb, sowie für Emil Hill, dessen uckermärkische Muttersprache durch die Schriften seines Vaters, Rudolf Hill, gut dokumentiert ist, aber der im vorpommerschen Dialekt seiner Wahlheimat Anklam schrieb.
Auch in Brandenburg gibt es Bemühungen, den Dialekt zu bewahren und dokumentieren, und die teilweise auch einschlägige Publikationen von Text- und Lernmaterial initiiert haben. Beispielhaft sei der Freundeskreis Platt Ådbeernest aus Prenzlau sowie die Zentralstelle für Sprache und Literatur der Uckermark genannt.

## Sprachproben

### De Affscheit
(Mundart in der Umgegend von Stettin auf dem linken Oderufer, 1854)
De König het oos roopen, / 'K heff't hört in oosen Kroog.
Dat wart een grooten Hoopen, / 'T blifft Keener nich bie'm Ploog.
Atje, atje, Marieken! / 'K blief keene Stunn mehr hier,
Kannst öwer'n Tuun man kieken, / Wenn ick dörch't Dörp marschier.
De König het oos schräben / Ut Breslau eenen Breef:
„He künnt nich mehr beleben, /“Wiel em sien Volk so leef;
„He künnt nich länger stoppen /“Mit all oos Haab un Good,
"He wull den Fiend drum kloppen / "Fär sienen Öwermood."

Nu will'n wi't em gedenken, / Wat he oos het gequält,
Un will'n em ees inschenken / Un dato upgespält!
Wi will'n em lehren danzen / Noch bäter as kosaksch,
Ut Land en 'rut kuranzen, / Dat wart glatt all to schnaksch.

So het de König sprooken: / "Nu kummt man All to Hoop!
„Wem het noch goode Knooken,“De bring se mit in'n Koop!
„De leewe Gott im Himmel /“Gift oos gewiß den Sieg;
"Oll Blüchert up den Schimmel / "Treckt ook mit in den Krieg."

Nich tweemol lätt sich seggen / Een braaven Keerl dit Woort;
Drum loat mi willig trecken / To mienen König foort!
Is de Franzos betwungen, / Wat jo nich fehlen kann,

Un oos dat Wark gelungen, / Dann war ick ook dien Mann.
Man beachte, dass hier noch oos statt jüngerem uns „uns“ benutzt wird. Die Verwendung von ge- in upgespält [nicht aber in roopen, hört, schräben, sprooken] entspricht den Anforderungen der Melodie; gequält, gedenken und gelungen sind hochdeutsch.

### Audiolinks
Wenkersätze auf Regionalsprache.de:
- Sprecherin aus Gryfino (dt. Greifenhagen), Aufgezeichnet 1956.[69]